# Littérature afrikaans
La littérature afrikaans de ses débuts au XVIIe siècle jusqu'au début du XXIe siècle s'écrit en langue afrikaans.
L'afrikaans au début du XXIe siècle est utilisé par 10 000 000 à 20 000 000 de locuteurs (langue première ou seconde) en Afrique australe : peuples de langue afrikaans.

## Littérature afrikaans jusqu'à la fin de la Seconde Guerre mondiale

### Avant 1875

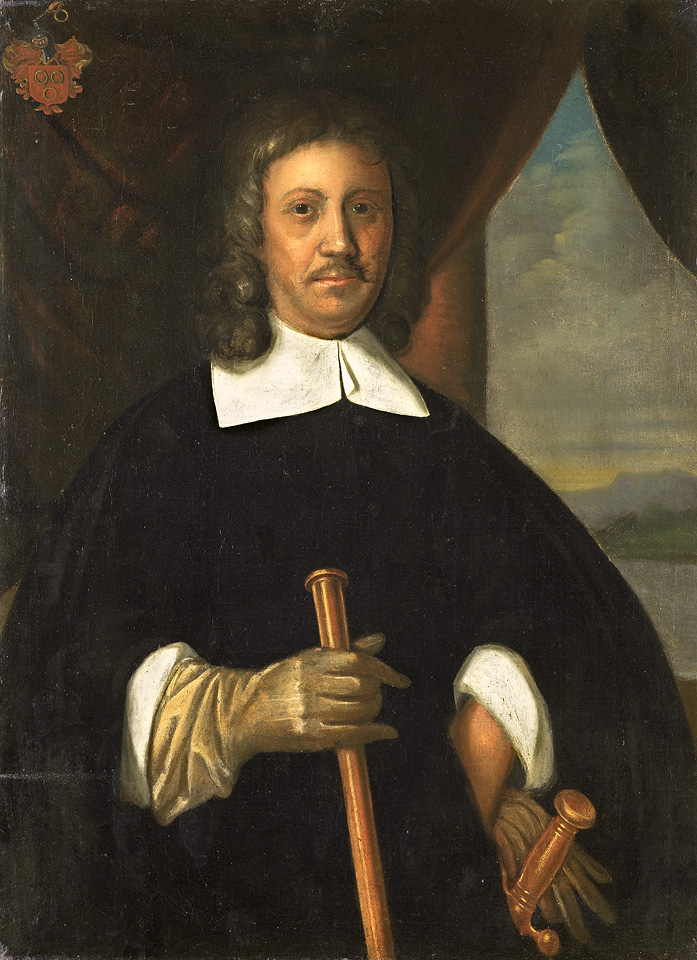
Jan van Riebeeck (1619-1677) établit au Cap un relai et un lieu de convalescence.

Si l'on définit la littérature afrikaans comme la littérature produite sur le sol sud-africain par les colons républicains ou leurs descendants, les Boers, alors cette production littéraire commence en 1652, date à laquelle le marchand Jan van Riebeeck, par ordre de la Compagnie néerlandaise des Indes orientales, établit au Cap un relai et un lieu de convalescence pour les navigateurs vers les Indes. Cette littérature coloniale consiste en des registres journaliers et des livres de bord, dont certains, en dépit de leur caractère officiel ou privé, et même s'ils sont écrits sans aucune intention artistique, possèdent tout de même une certaine importance littéraire en dehors d'une grande signification historique,,.
Du point de vue littéraire et linguistique, cette première période est peu importante, mais connaît plusieurs événements de poids. La colonie établie en 1652 est conquise par le Royaume-Uni entre 1806 et 1814. Le Grand Trek vers le nord se produit alors sous la pression des dominateurs entre 1834 et 1840, après quoi on fonde les républiques de Transvaal et de l'Orange. Sur ces entrefaites, au Cap, l'anglais devient la langue de l'enseignement, en 1822, et de l'administration et du droit, entre 1825 et 1828. Le Grand Trek est l'un des facteurs qui permettent de maintenir l'héritage culturel néerlandais en Afrique du Sud,.

### 1875-1902

#### Introduction

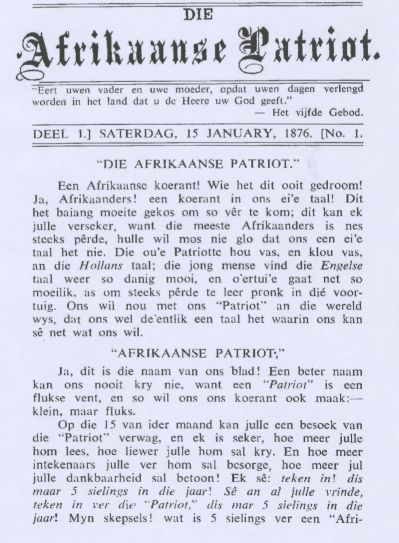
La première page du premier numéro du mensuel Die Afrikaanse Patriot (Le Patriot afrikaner) de la Genootskap van Regte Afrikaanders (Société des vrais Afrikaners).

Cette période comprend l'époque de l'ascension du premier mouvement afrikaner, représenté, entre autres, par la mise en place de la Genootskap van Regte Afrikaanders (Société des vrais Afrikaners, 1875), la fondation de l’Afrikaanse Patriot (Le Patriot afrikaner, un hebdomadaire particulièrement combatif (1875), du Suid-Afrikaanse Taalbond (l'Association linguistique sud-africaine, 1890) et un deuxième périodique de concentration Ons Klyntji (Notre petit, 1902).
Après une période de crise, où la civilisation néerlandaise de la colonie du Cap (1866) se perd sous le poids de l'anglicisation de la société et où les plaidoyers en faveur de l'afrikaans comme langue, plutôt que comme patois créole des métis, retentissent dans les propositions de traduire la Bible (formulées par Arnoldus Pannevis, en 1872, et Casparus Petrus Hoogenhout, en 1873,) et dans les dialogues amusants de Klaas Waarzegger le Jeune, une littérature patriotique émerge au dernier quart du XIXe siècle dans les écrits d'auteurs tels que Francis William Reitz, Casparus Petrus Hoogenhout, Stephanus Jacobus du Toit et Jan Lion Cachet.
En cette ère des mouvements afrikaans et néerlandais, il existe un lien étroit entre l'action culturelle et la littérature. La littérature est un outil indispensable pour le premier, alors que le mouvement est un précieux stimulant et un terreau fertile, offrant un climat propice à la littérature. Cette dernière n'a qu'une valeur culturelle et historique. Les œuvres littéraires, qui sont en général d'une ampleur peu considérable, traitent de la patrie, de la langue et des ancêtres, de la religion et de la famille, ainsi que des joies et des peines d'un peuple en détresse, mais la problématique individuelle et l'accent personnel y font défaut ; la psychologie individuelle y est absente ; en revanche, il y a les tendances de nature propagandiste, moralisatrice ou divertissante. Après la littérature anecdotique populaire de la période entre 1867 et 1875 vient la poésie et la prose militantes de 1875-1882, suivies par les chansons de gueux et la poésie des pasteurs de la période de 1882 à 1895, marquée par des vers de mirliton dénués d'importance et de la prose réaliste mais moralisatrice.
Un exemple de cette poésie de combat est Die Afrikaanse volkslied,, un hymne national écrit par les dirigeants de la Genootskap van Regte Afrikaanders : Casparus Petrus Hoogenhout (1843-1922, Arnoldus Pannevis (1838-1884) et Daniël Francois du Toit (1846-1922) ; ce dernier l'a « africanisé » et, plus tard, les paroles seront encore légèrement modifiées par Stephanus Jacobus du Toit,.
À Constantinople, en l'an 1294 du calendrier musulman, est publié un ouvrage de cette période, destiné aux Malais du Cap, en partie écrit en afrikaans, et assez curieux et exceptionnel, car en caractères arabes, mais qui relève plus de l'instruction religieuse que de la littérature : le Bayānu ddīn (en afrikaans moderne : l’Uiteensetting van die godsdiens, ou l'Exposé de la religion, de 1877) du Kurde Abou Bakr Effendi (1835-1880).

#### F.W. Reitz

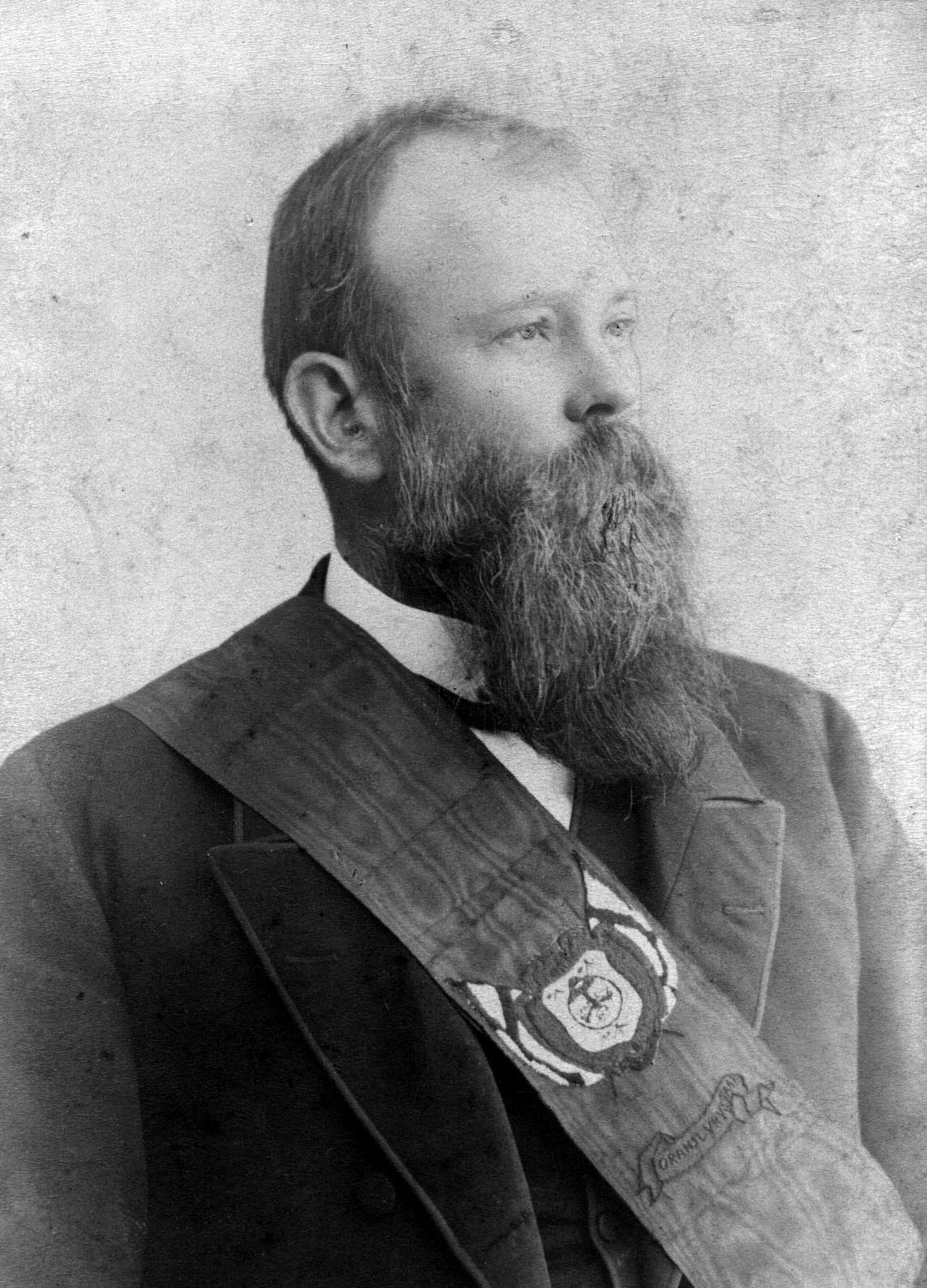
Portrait officiel du poète Francis William Reitz (1844-1943) en sa qualité de président de l'État libre d'Orange, entre 1888 et 1895.

Le préambule poétique du mouvement afrikaans, cinq ans avant la fondation de la Genootskap van Regte Afrikaanders, vient de Francis William Reitz (1844-1943). Bien qu'il ne soit pas un membre de la Genootskap, il lui donne son plein appui et devient l'un des meilleurs collaborateurs au Patriot. Après sa défense de l'afrikaans dans Barbaarsche patois (Patois barbare, de 1880), il publie un recueil, Vijftig uitgesogte Afrikaanse gedigte (Cinquante poèmes afrikaans choisis, de 1888, étendu, en 1897, à soixante, Sestig, et, encore en 1909, à soixante-deux, Twee en sestig), qui constitue un beau mélange de sérieux et de burlesque. S'il produit des poèmes anglais et néerlandais, il excelle surtout en afrikaans, comme le prouvent ses vers tardifs, Oorlogs- en andere gedichten (Poèmes de guerre et autres poèmes, de 1910), moins spontanés que les vers précédents,.

#### C.P. Hoogenhout
Le premier président de la Genootskap, Casparus Petrus Hoogenhout (1843-1922), fournit un important travail préparatoire avec ses lettres et articles (1873-1875) dans le quotidien néerlandais De Zuid-Afrikaan (Le Sud-Africain) ; il célèbre l'afrikaans comme la langue de l'Afrikaner, traduit des parties de la Bible et écrit un agréable conte édifiant, Die Geskiedenis van Jozef (L'Histoire de Joseph, de 1878) et autres contes pour enfants dans l'atmosphère locale africaine. Par ses contributions à la rubrique de poésie du journal Die Afrikaanse Patriot (Le Patriot afrikaner), il est l'un des responsables de l'engouement important pour la poésie de nationale boer de l'époque,.

#### S.J. du Toit

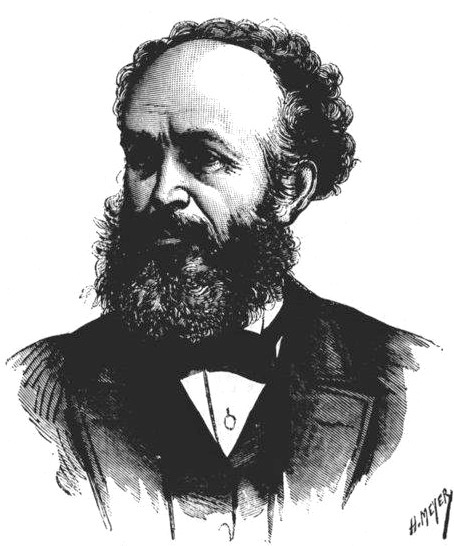
Portrait de Stephanus Jacobus du Toit (1847-1911) par Henri Meyer, publié dans Le Voleur illustré, no 1401, le 8 mai 1884.

Le leader de ce mouvement est Stephanus Jacobus du Toit (1847-1911), qui, outre quelques vers satiriques, produit surtout des écrits polémiques et éducatifs en prose. Il rédige Afrikaans ons volkstaal: 71 theses of stellinge, neergeleg en verklaar (L'Afrikaans, notre langue vernaculaire : 71 thèses ou assertions, proposées et expliquées, de 1891), adapte la Geskiedenis van ons land in die taal van ons volk (L'Histoire de notre pays dans la langue de notre peuple, de 1877), compile la Geskiedenis van die Afrikaanse taalbeweging (Histoire du mouvement linguistique afrikaans, de 1880), écrit toutes sortes de récits de voyage et compile encore les recueils Transvaalse volksliedere (Chansons populaires du Transvaal) et Godsdienstige stukke (Morceaux religieux). Les poèmes au ton personnel, dont on n'en dénombre qu'une douzaine, dépassent à peine la médiocrité, sauf dans le Transvaalse Vryheidslied (Chant de la liberté du Transvaal, de 1881),.

#### J.L. Cachet
Bien qu'il ne soit pas membre de la Genootskap, Jan Lion Cachet (1838-1912) est un collaborateur assidu des deux périodiques. Par le grand nombre de poèmes religieux dacostiens qu'il produit, il rend justice à son nom de plume « Neef Jan wat versies maak » (Cousin Jean qui fait des vers). En dehors de deux romans historico-religieux néerlandais, il publie des nouvelles populaires et moralisatrices : Sewe Duiwels en wat hulle gedoen het (Sept diables et ce qu'ils ont fait, de 1907), caractérisés par un manque d'approfondissement psychologique et une morale petite-bourgeoise, où le péché est considéré comme un écart par rapport à la moyenne humaine, une perturbation du mode de vie prescrit par la communauté villageoise.

#### G.R. von Wielligh
À ses côtés se trouve Gideon Retief von Wielligh (1859-1932), qui, lui aussi, contribue à Die Patriot et à Ons Klyntji, mais dont les travaux ne comportent aucune intention artistique : Jakob Platjie: egte karaktersketse uit die volkslewe van Hotnots, Korannas en Boesmans (Jacob Platjie : véritables croquis de la vie des Hottentots, des Griquas et des Bochimans, de 1896-1906, améliorés en 1917), Dierestories (Contes d'animaux, de 1907, étendus à quatre volumes entre 1917 et 1922) et Boesman-stories (Contes des Bochimans, publiés en quatre volumes de 1919 à 1921) ; il s'agit de narrations sobres, instructives, populaires et parfois burlesques.

#### Autres auteurs
Outre ces personnages importants, on peut mentionner des dizaines de poètes et de prosateurs ayant participé à la première production littéraire afrikaans, ainsi que de nombreux inconnus, qui abondent souvent aux époques marquées par des créations artistiques populaires.
Nous nous bornons à mentionner Albertus Johannes Herholdt (1831-1902), Jan Daniel Cilliers (1854-1922), Johan Carel Voigt (1854-après 1854), le révérend Pieter Daniel Rossouw (1845-1896), Daniël François du Toit, Jan Willem van der Rijst (1828-1904), Michiel Hendrik Neser (1874-1932), Andries Gerhardus Visser, Jan Hendrik Hofmeyr de Waal et Eugène Marais,,.

### 1902-1930

#### Introduction

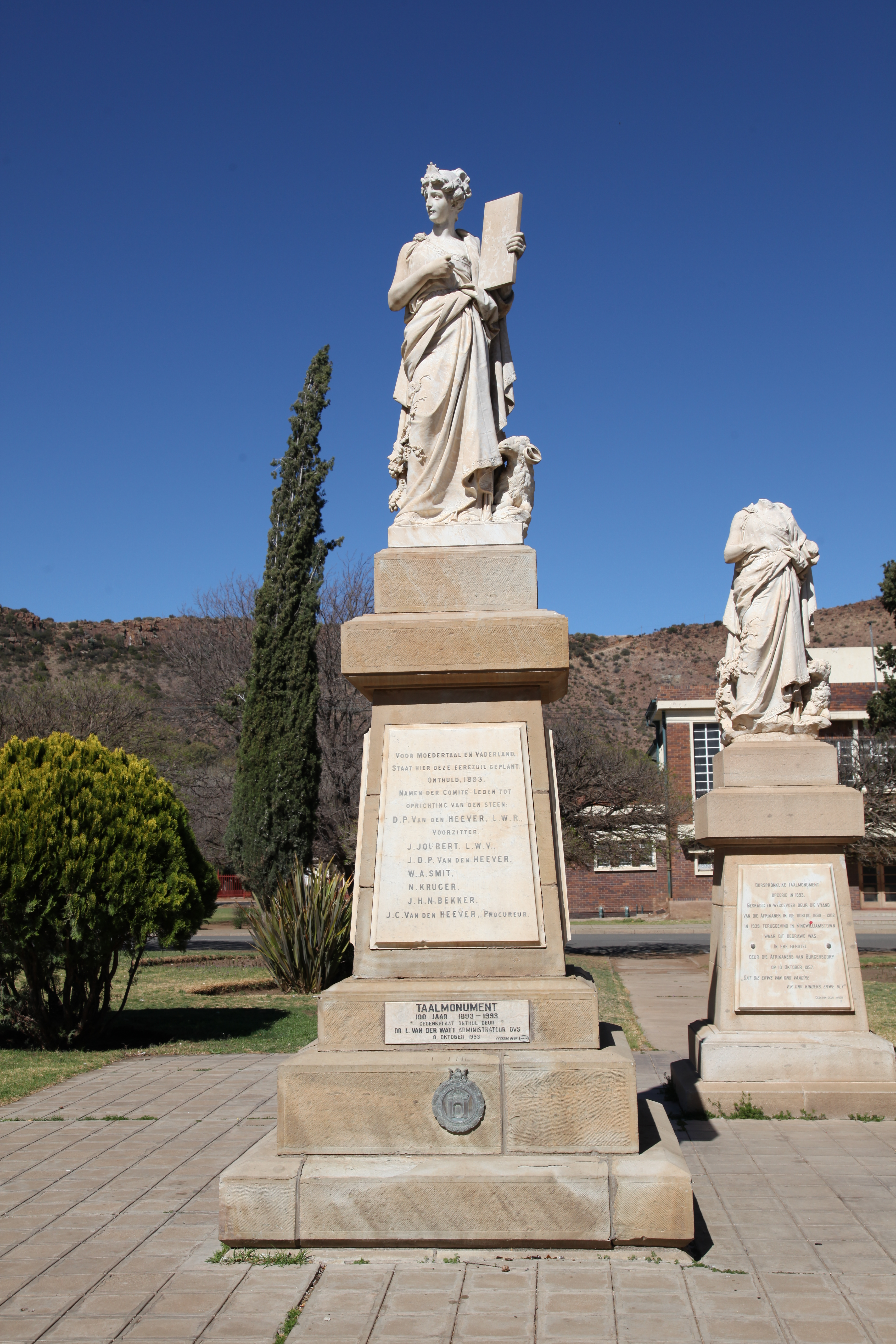
En 1882, non pas encore l'usage de l'afrikaans, mais bien celui du néerlandais, est admis dans l'enseignement et au parlement de la colonie du Cap. Ce monument à la langue néerlandaise a été érigé à Burgersdorp en 1893 ; détruit pendant la guerre des Boers, il est remplacé par une copie en 1907. En 1957, ce qui reste de l’original est placé derrière la copie.

C'est entre les années 1900 (1902) et 1930 que le deuxième mouvement afrikaans trouve son essor. En mai 1902, le traité de Vereeniging met un terme à la seconde guerre des Boers, la deuxième guerre de libération ; les Boers du Transvaal et de l'État libre se battent pour leurs intérêts matériels contre la ruine et la spéculation capitaliste étrangère, contre l'anglicisation de l'administration et du droit, de l'Église et de l'enseignement. Le périodique De Goede Hoop (La Bonne Espérance, 1903), un nouveau mensuel qui poursuit le même objectif que le Taalbond, est fondé par Jan Hendrik Hofmeyr (1871-1937), Maria Margaretha Koopmans-De Wet (1834-1906) et Melt Jacobus Brink (1842-1925). Les discussions sur l'utilisation du néerlandais ou de l'afrikaans (entre autres dans Is 't ons Ernst de Hofmeyr) conduisent à l'établissement de l'Afrikaanse Taalgenootskap (la Société de linguistique afrikaans, 1905), suivi par d'autres sociétés : l'Afrikaanse Taalunie (l'Union de la langue afrikaans, Potchefstroom), l'Afrikaanse Taalgenootskap (la Société de linguistique afrikaans, Bloemfontein), l'Afrikaans-Hollandse Taalvereniging (la Société de linguistique afrikaans-hollandaise, Le Cap), toutes fondées en 1906, avec des ramifications, entre autres à Stellenbosch et au Cap. Les divergences sont surmontées, des forces culturelles conjuguées (Nationale Konvensie, ou le Congrès national, Le Cap, fin 1908, début 1909), ce qui conduit à la création, le 2 juillet 1909, de l'Académie de la langue, de la littérature et de l'art sud-africains, fondée dans le but de maintenir et de promouvoir la langue et la littérature hollandaises, ainsi que l'archéologie, l'art et l'étude de l'histoire sud-africains. Par « hollandais », l'on entend le néerlandais aussi bien que le dialecte qu'est l'afrikaans à cette époque.
Cette première concentration d'activités dans le domaine des sciences humaines a de nombreux effets bénéfiques sur l'action culturelle, l'enseignement et la bibliothéconomie : en 1914 est institué le prix Hertzog ; en 1915, l'orthographe afrikaans est fixée ; en 1917 suit le premier lexique (Woordelys). L'annuaire de l'Académie (Jaarboek van die Akademie, 1911) sera remplacé par une revue d'art et des sciences (le Tydskrif vir Wetenskap et Kuns, 1922).
Aux conférences du Commonwealth de 1926 à 1930, l'on confère à l'union d'Afrique du Sud, créée le 31 mai 1910, le statut d'État souverain. Entre 1915 et 1930, les Afrikaners se voient confrontés aux problèmes de la société moderne et éprouvent les besoins spirituels associés au passage de l'isolation ancestrale et des coutumes au cosmopolitisme et au développement communautaire. Beaucoup de journaux servent la cause nationale : De Volksstem (La Voix du peuple), De Vriend (L'Ami), Het Westen (L'Ouest), Die Republikein (Le Républicain), De Week (La Semaine), Het Volk (Le Peuple) et Ons Vaderland (Notre Patrie). Les maisons d'édition et le commerce du livre promeuvent considérablement la littérature.

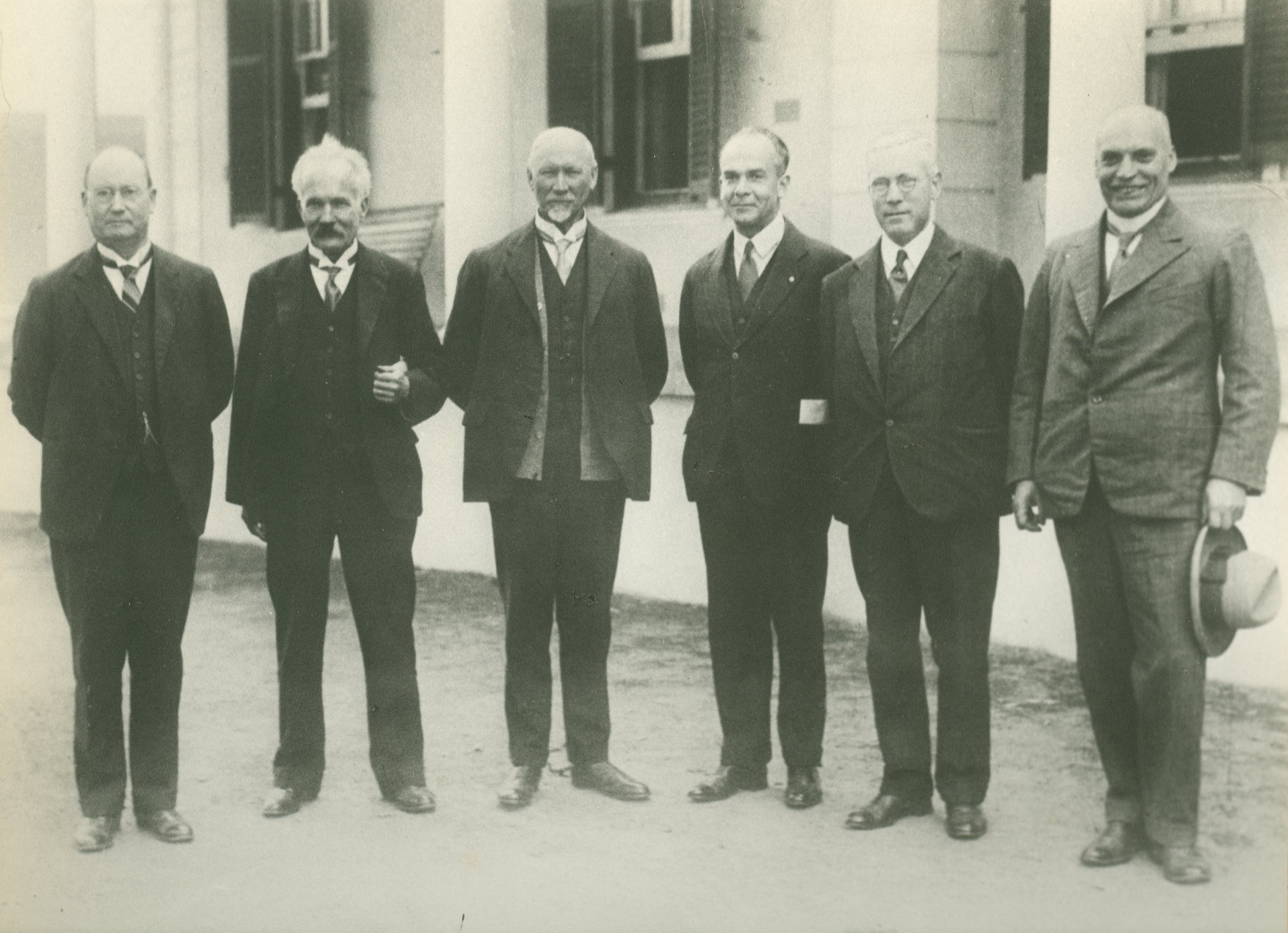
Daniel François Malan, Cornelis Jacobus Langenhoven, Jan Smuts, Hendrik Johannes van der Byl, Petrus Johannes du Toit et François Stephanus Malan à l'université de Stellenbosch en 1931.

L'afrikaans est accepté dans l'enseignement sans coup férir (motion de Cornelis Jacobus Langenhoven en 1914) et reconnu comme langue officielle par le Parlement (1918) ; la dernière réserve disparaît en 1925, de sorte que l'afrikaans remplace le néerlandais dans toutes les circonstances officielles. Adopté par l'Église en 1919, l'afrikaans devient l'unique langue employée par l'Église hollandaise à partir de 1924.
La Commission de traduction de la Bible, constituée en 1916, publie, en 1922, Die vier evangelies en die psalms (Les Quatre Évangiles et les Psaumes, traduits du néerlandais) et établit, en 1926, le comité de traducteurs qui termine le travail géant en 1930 (publication en 1933 de la Bible, comprenant toute l'Écriture sainte, y compris tous les livres canoniques de l'Ancien et du Nouveau Testament, traduite de la langue originale et publiée par ordre de la commission paritaire représentant les trois Églises hollandaises en Afrique du Sud). Cette initiative est décisive pour l'émergence de la culture et de la langue afrikaans, le point culminant du deuxième mouvement afrikaans,.

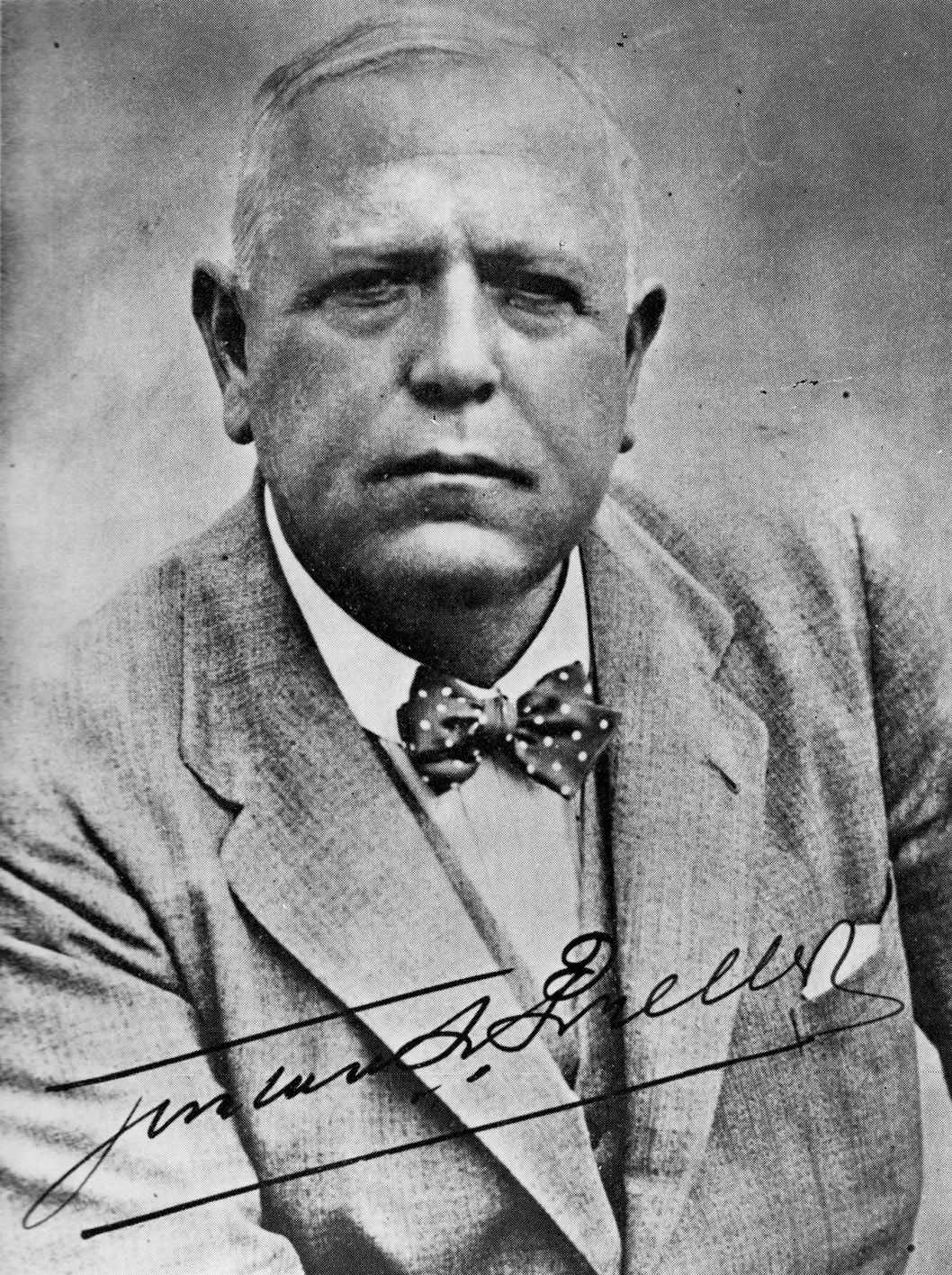
Gustav Schoeman Preller (1875-1943), photographié vers 1930.

La perte de la liberté opère une catharsis pour les Afrikaners ; dans les lettres se fait entendre un nouveau son de cloche, qui jaillit de leur souffrance, de leur conscience de soi et de leur compréhension argumentée. Tout commence avec le travail remarquable et constructif de l'autodidacte Gustav Schoeman Preller (1875-1943), un excellent journaliste qui collabore à plusieurs périodiques et qui, pendant trente ans, fait un travail précieux dans le domaine de l'histoire culturelle avec sa prose polémique, ses ouvrages historiques et sa critique littéraire. De la longue liste de ses ouvrages, nous citons Piet Retief (Piet Retief, de 1906), Dagboek van Louis Trichardt (Le Journal de Louis Trichardt, de 1917), Voortrekkersmense (Des Voortrekkers, six recueils, publiés entre 1918 et 1938), Andries Pretorius (Andries Pretorius, de 1938), Baanbrekers (Des pionniers, de 1915) et d'autres essais historiques, journaux ou biographies, qui ont tous une grande valeur scientifique et artistique et qui témoignent également d'une grande maîtrise de la langue ; cette œuvre, influencée par l'école des Tachtigers, en particulier en ce qui concerne les critiques, est écrite dans le style de Lodewijk van Deyssel, de Willem Kloos et d'Israël Querido. En sa qualité de premier grand historien afrikaner, il examine la vie intérieure des temps passés, recrée la réalité historique après l'avoir scrutée méticuleusement, et rend un visage aux gens de cette époque. 
 

#### La poésie
Le miracle qu'est l'essor de la littérature afrikaans est surtout réalisé par les poètes dans une œuvre poétique qui, en fonction des différentes personnalités, présente quelques variétés extraordinairement étonnantes quant au contenu et à la forme. Un poète en particulier dépasse les autres de cent coudées : Eugène Marais, l'auteur de Winternag (Nuit d'hiver), une petite œuvre merveilleuse, publiée en 1905.

##### Eugène Marais

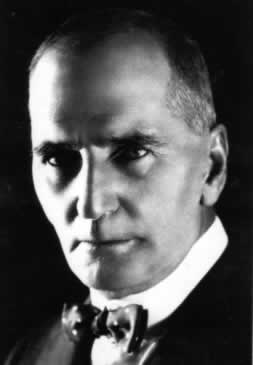
Eugène Marais (1871-1936).

À partir de l'âge de douze ans, Eugène Nielen Marais (1871-1936), éduqué à Paarl, rédige ses œuvres de jeunesse en anglais. Celles-ci trahissent une solide connaissance de la langue et un grand talent artistique, accompagnés d'une profonde familiarité avec les œuvres d'auteurs tels que Milton, Byron, Coleridge et Longfellow, ainsi qu'avec la Bible, de surcroît nourri d'une ardente conscience nationale afrikaner. À partir de 1880, il publie quelques poèmes en néerlandais et en afrikaans qui se démarquent des œuvres issues des cercles autour du Genootskap van Regte Afrikaanders par un accent plus pur. Des voyages et des séjours d'études en Europe (1897-1902) l'aident à découvrir les littératures étrangères, notamment celle allemande. De cette époque datent quatre poèmes inspirés par la guerre des Boers, entre autres une prière pour l'acceptation joyeuse de la mort (1902). En employant un langage très simple, il s'applique à créer un genre de primitivisme dans des vers afrikaans au rythme libre et sans rimes, qui dénotent un sens artistique très développé. Toujours dominent l'idée de la mort, la lassitude de vivre et le doute sur les valeurs positives de la vie, comme en témoigne le recueil Gedigte (Poèmes, recueillis en 1925), achevé en 1936 sous le titre Versamelde gedigte (Poésies complètes). Une série d'articles scientifiques, publiés dans le magazine hebdomadaire Die Huisgenoot (Le Compagnon de la maison), aboutit à l'ouvrage Die siel van die mier (L'Âme des termites, de 1925-1936), plagié par Maurice Maeterlinck, un lauréat du prix Nobel,,.

##### Jan F.E. Celliers
Sans aucun doute, Jan François Elias Celliers (1865-1940) est le premier poète du mouvement populaire. De la première phase de sa carrière littéraire datent des poèmes et des morceaux en prose anglaise et hollandaise. C'est lors de son séjour en Suisse, en 1904, qu'il perce avec ses meilleurs vers, publiés dans Die vlakte en ander gedigte (La Plaine et autres poèmes, de 1908) et Martjie (Martjie, de 1911), le travail d'un homme possédant une certaine expérience de la vie, dont la poésie porte des réminiscences d'autres poètes (Shelley, Gezelle, etc.). En outre, il publie des œuvres dramatiques, des contes, des écrits réflexifs en prose et en poésie, entre autres dans Die saaier (Le Semeur, de 1918), qui comprennent des chants nationaux sommaires, des scènes de genre réalistes et des dessins miniatures, et qui expriment la jouissance de la nature sur un ton doux et mélancolique. Avec Liefdelewe (La Vie amoureuse, de 1924) et Die groot geheim (Le Grand Secret, de 1924), il se perd dans une poésie et une didactique domestiques et édifiantes.

##### Totius

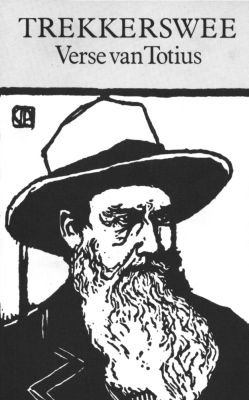
Couverture de l'ouvrage Trekkerswee (La Peine des Trekkers, de 1915) de Totius (1877-1953).

Après avoir connu un début littéraire insatisfaisant, Totius (pseudonyme de Jakob Daniel du Toit, 1877-1953), ce poète visionnaire de l'Afrique du Sud, qui sympathise avec la réaction contre la génération des Tachtigers, subit l'influence bienfaisante de Guido Gezelle. Il collabore à la traduction de la Bible en afrikaans, versifie des psaumes rimés et traduit des poèmes anglais et allemands. Il écrit des poèmes combatifs et de guerre, recueillis dans les Verse van Potgieters trek (Poésies de l'exode de Potgieter, de 1909), qui sont plus ambitieux d'intention que ceux dans Bij die monument (Auprès du monument, de 1908), l'expression de la misère populaire dans des vers traditionnels. Ragel (Rachel, de 1913) se situe dans le droit fil d'une poésie d'inspiration nationale, mais est beaucoup plus grandiose de conception, comprenant des chants contemplatifs, entrecoupés d'intermèdes lyriques. Trekkerswee (La Peine des Trekkers, de 1915) est l'œuvre poétique la plus étendue, qui se caractérise en outre par une tentative d'interprétation, digne d'intérêt, de l'histoire des Afrikaners. Wilgerboombogies (Branches de saule, 1912), Kinderverse (Poésie enfantine, de 1920) et Passieblomme (Fleurs de la Passion, de 1934) sont des recueils inspirés de sa propre vie, notamment de la mort de son père, de son frère et de sa sœur (dans la même année), et de son fils et de sa fille,,.

##### C. Louis Leipoldt

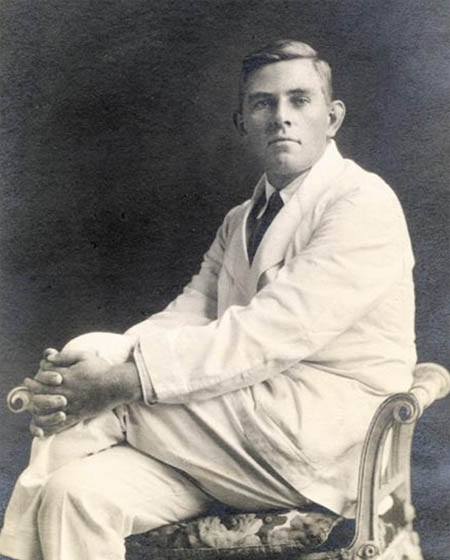
C. Louis Leipoldt (1880-1947), vers 1925.

Christiaan Frederik Louis Leipoldt (1880-1947) est considéré comme le plus grand artiste de la première génération de poètes ; il serait un poète cosmopolite, devenu un citoyen du monde moderne après avoir vécu une jeunesse agitée, subi les péripéties de la guerre et entrepris des voyages et des pérégrinations à travers l'Europe, les Indes orientales et l'Amérique. Outre des poèmes anglais, des croquis de guerre néerlandais, qui témoignent d'une forte sympathie pour les Boers, il publie, entre autres, Oom Gert vertel en andere gedichte (L'oncle Gert raconte et autres poèmes, de 1911), Dingaansdag (Le Jour de Dingane, de 1920), Uit drie werelddele (De trois parties du monde, de 1925) et Skoonheidstroos (Consolation esthétique, de 1932). L'essence de son art de versification dramatique est un dualisme tragique : l'impression finale est toujours celle de la solitude du poète. Son travail montre une courbe ascendante, bien que la beauté constante demeure, pour le poète, un modèle étrange et à peine réel. Son œuvre dramatique, y compris Die laatste aand (Le Dernier Soir, de 1930), et beaucoup de ses œuvres en prose rendent cet artiste le plus polyvalent de cette période. À plusieurs égards, Leipoldt est la figure la plus remarquable de la littérature afrikaans.

##### La génération des poètes des années 1920

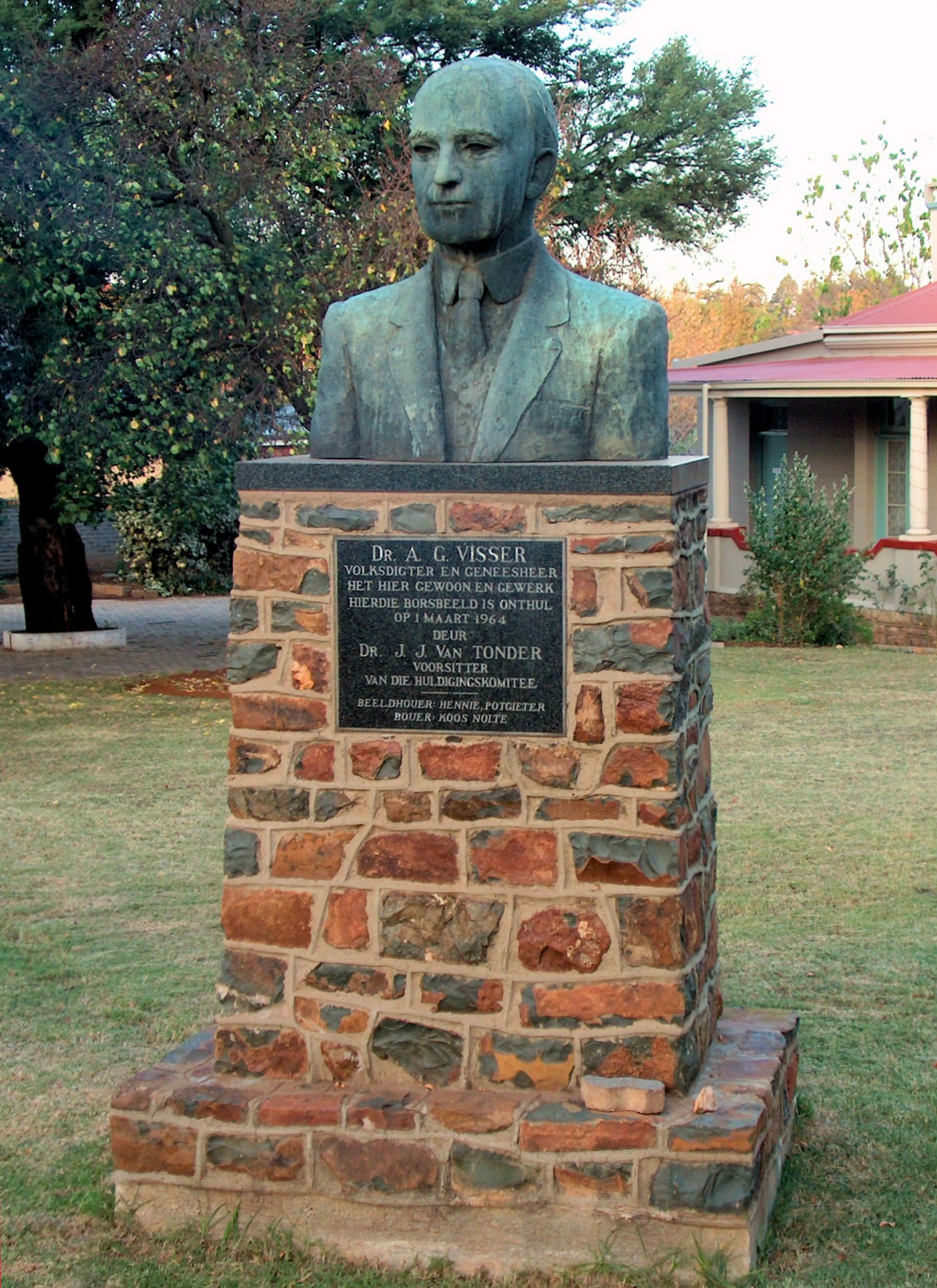
Portrait en buste d'Andries Gerhardus Visser (1868-1929) à Heidelberg (Gauteng).

Même avant que la prose et le drame afrikaans portent réellement des fruits durables et reflètent les besoins et l'esprit du temps dans un monde plus vaste, la génération des poètes des années 1920 donne une impulsion considérable à la littérature afrikaans, qui sera surtout renouvelée par François (Toon) Petrus van den Heever (1894-1956), dont le premier recueil de poèmes passe pour révolutionnaire. Ce poète, qui a été avocat avant de devenir juge, n'est pas le seul à insuffler un sang nouveau aux lettres afrikaans, mais il éclipse tous les autres écrivains de sa génération. Ses Gedigte (Poèmes, de 1919), dont des avant-goûts paraissent dans Die Brandwag (La Sentinelle) à partir de 1913, bouleversent les esprits. En tant qu'homme doutant de toutes les valeurs positives, il se trouve rebelle à Dieu et à la vie, et il a recours au plaisir sensuel momentané et à la passion érotique. C'est lui qui introduit dans la poésie afrikaans des éléments philosophiques et énigmatiques, obscurs et incompréhensibles. Envahi par une multitude de problèmes, le poète est pris dans une lutte de longue haleine avec lui-même. Il n'arrive pas à accorder la croyance, transmise de génération en génération, en un Dieu juste et miséricordieux avec l'injustice et la misère qui se perpétuent sur cette terre en son nom. Dans la poésie afrikaans, il est le premier homme solitaire qui est en querelle avec Dieu. Il n'atteint que rarement l'état de résignation en ce théâtre terrestre. En 1931, paraît une nouvelle édition augmentée de ses poèmes, intitulée Eugene en ander gedigte (Eugène et autres poèmes). Dans Die lof van verganklikheid (L'Éloge de l'inconstance), il donne une synthèse, une invitation à jouir des biens temporels, parce que la vie n'est qu'une farce, le monde n'est que folie et tout est illusion.
Outre cet auteur, cette génération comprend Henry Allan Fagan (1889-1963), Jan Reinder Leonard van Bruggen (1895-1948) et Albertus Daniël Keet (1888-1972), connu pour ses Gedigte (Poèmes, de 1920), Theodorus Wassenaar (1892-1982), dont paraissent des Gedigte (Poèmes, de 1921), comptant plusieurs sonnets de valeur qui rappellent le poète néerlandais Jacques Perk. À son sentiment impressionniste de la nature vient s'ajouter le leitmotiv de l'expérience amoureuse platonique. Dans Oorwinning en ander gedigte (Victoire et autres poèmes, de 1922), son unique recueil de poèmes, Willem C.W. Kamp (1903-1941) attire l'attention par des vers agréables et souples. Andries Gerhardus Visser (1868-1929) fait valoir la jouissance de l'opulence de la Renaissance dans une sorte de poésie courtoise. Il se fait connaître comme un troubadour dans Rose van herinnering (Rose de mémoire, de 1927), ainsi que dans deux recueils publiés en 1930, après sa mort, Die purper Iris en ander nagelate gedigte (L'Iris pourpre et autres poèmes posthumes) et Uit ons prille jeug (De notre plus jeune âge).

#### La prose
Nous nous bornerons à mentionner quelques des nombreux prosateurs de cette époque.  

##### Le romantisme populaire
L'homme qui représente le courant du romantisme populaire est Daniel François Malherbe (1881-1969), qui, quant à sa poésie, se place dans le courant de la première génération ; toutefois, son talent se manifeste dans le genre de l'épopée avec des romans du travail, tels que Die timmerman (Le Charpentier, de 1921), avec des romans bibliques, tels que Die hart van Moab (Le Cœur de Moab, de 1933), et avec sa prose lyrique, qui font de lui le meilleur représentant du romantisme populaire.

##### L'art de conter

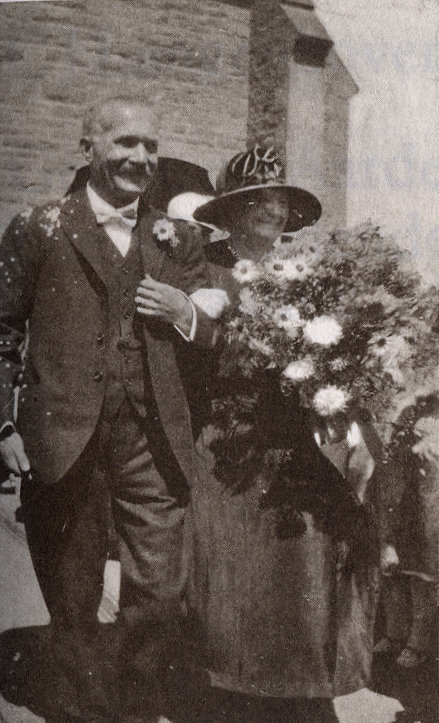
Cornelis Jacobus Langenhoven (1873-1932), avec son épouse lors du mariage de leur fille, Engela, à Oudtshoorn en 1926.

Ce genre est pratiqué par le grand combattant pour l'afrikaans, Cornelis Jacobus Langenhoven (1873-1932), un homme exceptionnellement populaire, qui traduit les Rubaïyat d'Omar Khayyām et que l'on compare parfois à Jonathan pour sa sagesse humoristique dans les Duisend spreuke (Mille proverbes) du recueil de poèmes, de nouvelles et d'essais Ons weg deur die wêreld (Notre chemin à travers le monde, de 1914), ou à Multatuli, lorsqu'il émet de vives critiques sur la société dans Sonde met die bure (Des voisins ennuyeux, de 1921) et dans d'autres contes satiriques. Comme éducateur de la conscience nationale, il doit sa réputation surtout à deux « fantaisies » historico-dramatiques et à des œuvres épiques contemplatives comme Die hoop van Suid-Afrika (L'Espoir de l'Afrique du Sud, de 1913) et Die vrou van Suid-Afrika (La Femme de l'Afrique du Sud, de 1918). Die lig van verre dae: 1752 (La Lumière des jours lointains : 1752), de 1924) est un récit historique d'aventures. Mises à part des pièces comiques, des dissertations savantes, des histoires moralisatrices à tendance satirique et didactique, et des histoires de fantômes, il écrit huit belles lettres, réunies dans Skaduwees van Nasaret (Ombres de Nazareth, de 1927), qui portent témoignage de ses doutes sur la foi, ainsi que deux ouvrages publiés à titre posthume : Hoofdtrekke van die Bybelverhaal (Les Caractéristiques essentielles de l'histoire de la Bible) et le roman historico-biblique Die mantel van Elia (Le Manteau d'Élie, de 1933), où il rend compte de sa propre vie.
À ses côtés se trouvent Reenen J. van Reenen (1884-1935) dont paraissent des contes de fées et des satires humoristiques, et M.E.R. (pseudonyme, sous forme d'initiales, de Maria Elizabeth Rothmann (1875-1975), dont on connaît de courts croquis remarquables, des récits et des essais, recueillis dans Uit en tuis (À domicile et à l'extérieur, de 1946), Onweershoogte en ander verhale (Hauteurs orageuses et autres histoires, de 1927), Drie vertellings (Trois contes, de 1944) et Die Gewers (Les Donneurs, de 1950). Par des portraits raffinés, elle offre à ses lecteurs une représentation sans fard des actions humaines.

##### La prose réaliste
Par l'intermédiaire des œuvres narratives de Harm Oost (1877-1964), de Jacob Lub (1868-1926), de Leon Mare (1889- ?) et d'autres, l'art de conter afrikaans aboutit au réalisme, notamment à la représentation de la réalité contemporaine dans l'œuvre littéraire de Jochem van Bruggen (1881-1957). En 1914, celui-ci remporte un prix pour Die praatmasjien (Le Gramophone), une histoire publiée dans Die Brandwag. Puis suivent Op veld en rande (Par monts et par vaux, de 1920), quelques croquis et Teleurgesteld (Déçu, de 1917), un roman historique à intrigue par lequel le niveau de la prose afrikaans monte significativement. Son amour pour les petits paysans ressort clairement du roman Die burgemeester van Slaplaagte (Le Maire de Slaplaagte, de 1922), qui sera adapté au théâtre sous le titre In die maalstroom (Dans le maëlstrom, de 1933). Peu à peu, il se développe jusqu'à devenir l'un des prosateurs les plus méritants et l'homologue de Daniel F. Malherbe. Avec sa trilogie, la plus ambitieuse entreprise de ce genre dans l'histoire de la littérature sud-africaine, Ampie: die natuurkind (Ampie : l'enfant de la nature, de 1924), Ampie: die meissiekind (Ampie : la petite fille, de 1928) et Ampie: die kind (Ampie : l'enfant, de 1942), il est le premier à introduire des êtres de chair et de sang dans la littérature afrikaans ; en outre, il exerce une influence profonde sur l'art de la communauté des Afrikaners. La façon dont l'écrivain décrit les états d'âme d'Ampie Nortjé rappelle le Boefje (Le Polisson) de Marie Joseph Brusse ou le Jordaan (Le Jordaan) d'Israël Querido, notamment le réalisme psychologique et la description vive de la question des pauvres blancs, tout en jouant sur la tension entre humour et tragédie. Il écrit pour la scène et, dans l'histoire de la critique littéraire, il occupe également une position de choix avec ses articles sur Jan H.H. De Waal et Jan F.E. Celliers.
L'importance du réalisme psychologique pour l'établissement solide du roman en tant que forme littéraire, loin du récit à intrigue, s'appuyant contre les thèmes modernes, se manifeste aussi dans les œuvres de Reenen J. van Reenen, Everard Walter Fichardt (1875-1924), Jan Reinder Leonard van Bruggen (1895-1948), Marie Linde (nom de plume d'Elizabeth [Elise] Johanna Bosman, 1894-1963) et d'autres.

#### La scène
Pendant ce temps, Johannes Friedrich Wilhelm Grosskopf (1885-1948) et Henry Allan Fagan (1889-1963) se manifestent comme précurseurs convaincants du drame afrikaans, qui traite de la vie quotidienne et contemporaine. Outre des nouvelles, le premier écrit Die Koerantskrywers (Les Rédacteurs de journaux, de 1919), Drie een-bedrywe (Trois pièces en un acte, de 1926) (Die Peswolk [Le Nuage de la peste], Die spookhuis [La Maison hantée], In die wagkamer [La Salle d'attente]) et d'autres œuvres dramatiques cohérentes, marquées par une profonde compréhension des choses de la vie. 
Le second de ces deux dramaturges tend vers un théâtre petit-bourgeois et produit des comédies qui contiennent parfois des moments d'émotion : Lenie (Lenie, de 1924), Op sand gebou (Bâti sur le sable, de 1932), Die ouderling (L'Ancien, de 1934), Ousus (La Sœur aînée, de 1934) ; le thème récurrent de ses pièces est que, dans la mesure où personne ne réprime arbitrairement la nature d'autrui, la vie peut être agréable pour tout le monde.

#### Le genre animalier

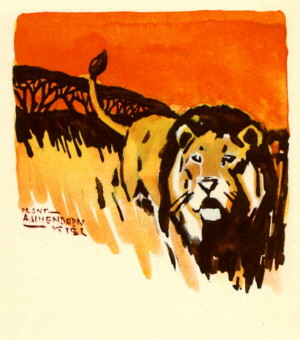
Un lion, par le peintre et écrivain Hans Anton Aschenborn (1888-1931).

Les œuvres de Vaalswaer (nom de plume d'Izak van Heerden), J. F. Cillié, Johannes F.W. Grosskopf, Hans Anton Aschenborn (1888-1931) et d'autres annoncent le genre animalier, qui devient un art à part entière dans l'œuvre de Sangiro, le nom donné par les Cafres à Andries Albertus Pienaar (1894-1979). À l'âge de onze ans, celui-ci émigre en Afrique orientale allemande avec sa famille. Les privations subies pendant le Trek et la mort des membres de sa famille restent gravées dans sa mémoire. Lui-même grandit comme un solitaire parmi les animaux sauvages de la grandiose nature tropicale autour du Kilimandjaro. Là, il apprend à aimer les animaux sauvages, dont il témoigne dans Uit oerwoud en vlakte: sketse uit die Oos-Afrikaanse dierewêreld (De la forêt vierge et des plaines : croquis du monde animal de l'Afrique orientale, de 1921) ; grâce à cet ouvrage, il acquiert une célébrité mondiale. Après une observation attentive, il apporte une image strictement objective de la faune et essaie de représenter l'âme des animaux dans un langage souple et musical, sans artifice. Il traduit Die adelaar en ander Afrikaanse verhale (L'Aigle et autres contes afrikaans) d'Aschenborn, de 1925) et relate l'histoire de ses excursions et de ses parties de chasse en Afrique de l'Est dans Op safari (En safari, de 1925) ; il écrit une série d'articles brillants, rassemblés sous le titre Trekvoëls (Les Oiseaux migrateurs, de 1936) et publie Simba (Simba, de 1944).

### LesDertigers: la génération des années 1930

#### Introduction
La quatrième période, à partir de 1930, est caractérisée par la poursuite de l'indépendance économique de l'Afrique du Sud et l'élévation sociale des Blancs pauvres par la création d'entreprises industrielles d'État et par une législation du travail. L'indépendance politique, envisagée par les conférences du Commonwealth, est effective depuis l'élaboration du Statut de Westminster en 1931. La presse soutient les activités partisanes, réparties entre les problèmes des Blancs appauvris et les relations raciales. Les Afrikaners, désormais politiquement émancipés, sont un facteur politique important ; leur prospérité s'accroit ; quelques-uns deviennent des « princes du commerce » (prinse van de handel) et des capitalistes, alors que, pour beaucoup, le désir d'acquérir des biens matériels grandit, compromettant ainsi le style de vie personnel, les valeurs traditionnelles de la foi et de la vie spirituelle, pour faire place à une mentalité de masse, un « paupérisme de l'esprit » (pouperisme-van-die-gees).

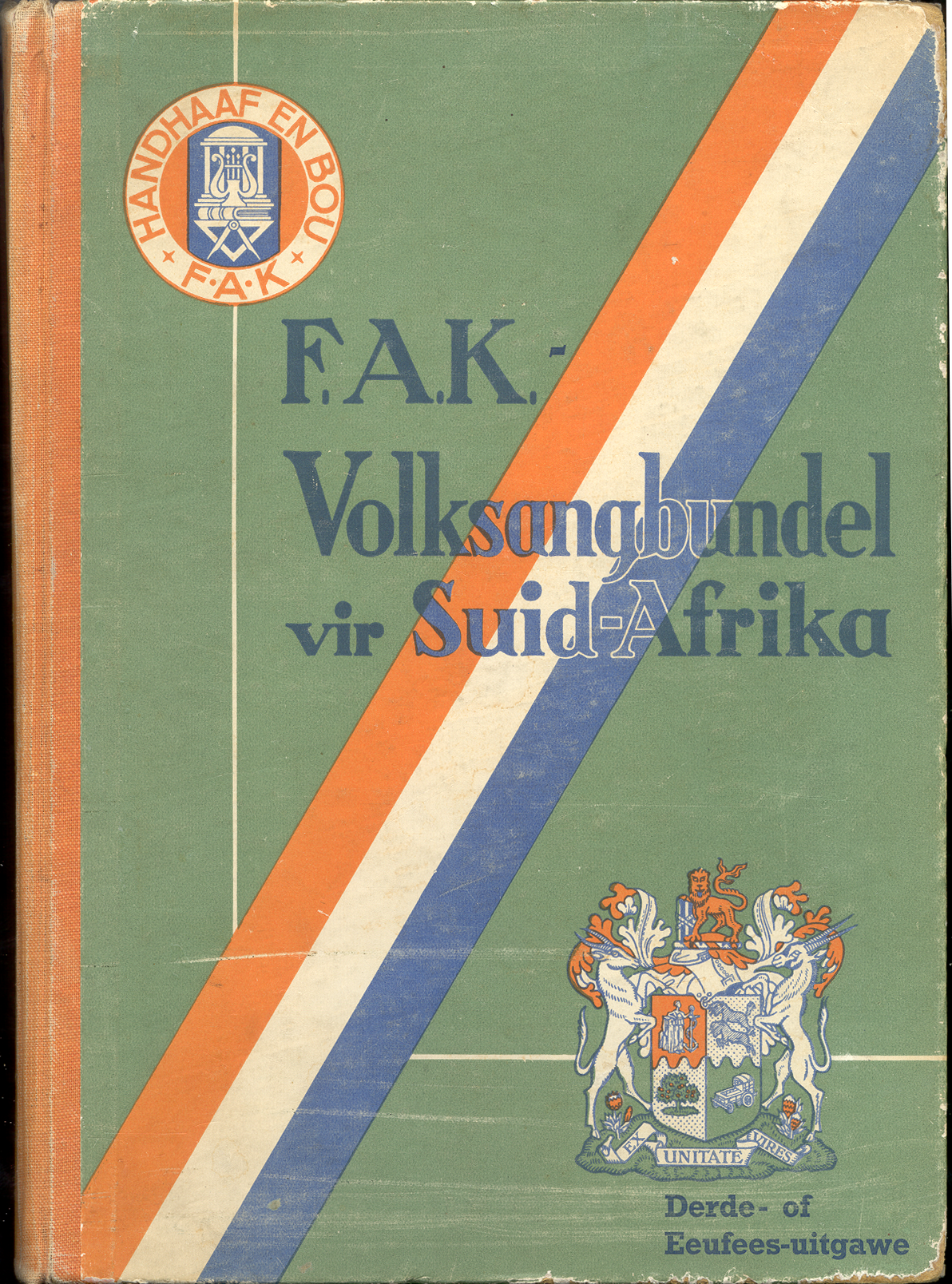
Couverture de l'édition de 1940 du Volksangbundel, un recueil de chants populaires, publié par la F.A.K. (la Fédération des organisations culturelles afrikaans).

 L'intelligentsia se rend davantage compte de son individualité, est prête à diriger le peuple même contre son gré, se penche sur la pensée philosophique et la vie spirituelle avec un sens aigu de la critique, s'intéresse à ce qui se passe dans le monde et recherche des normes absolues pour mesurer ce qui est local et temporaire, pour le rejeter le cas échéant ou pour le faire aboutir à des synthèses. La principale manifestation du mouvement culturel sur le plan populaire est la (Federasie van Afrikaanse Kultuurvereniginge), créée à Bloemfontein en 1969 dans le but « de maintenir et de conserver » ; c'est à elle que l'on doit la publication de dictionnaires techniques promouvant l'épuration de la langue, la reconnaissance de l'hymne national Die Stem van Suid-Afrika (L'Appel de l'Afrique du Sud), des émissions de radio afrikaans, un recueil de chants populaires (Volksangbundel de 1937), l'édification du monument aux Voortrekkers, l'usage de l'afrikaans dans le monde officiel et économique, l'organisation de concours d'art, l'organisation de Semaines du livre afrikaans (dont la première a lieu en 1935-1936), etc.

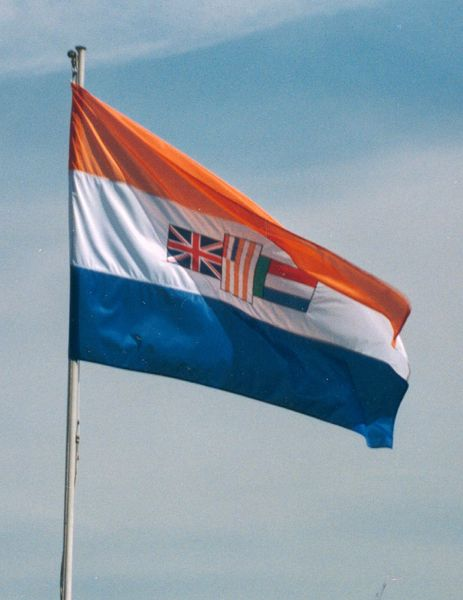
Le drapeau sud-africain contemporain de l'époque où Die Stem van Suid-Afrika était l'hymne national d'Afrique du Sud, au côté de l'hymne britannique God Save the King.

L'artiste en tant qu'individu moderne revendique l'autonomie créatrice ainsi que l'autodétermination de l'art. L'Afrikaanse Skrywerskring (Le Cercle d'écrivains afrikaans) est créé en 1934 ; la Vereniging vir die vrye Boek (l'Association du livre indépendant) veut affranchir le livre afrikaans de ses limitations et desserrer sa dépendance des besoins scolaires. Si la prise de conscience individualiste des Afrikaanders s'accroit, l'artiste ne cherche toutefois pas de refuge dans la tour d'ivoire. Les artistes acquièrent une conscience artistique nationale et personnelle, aspirent à un art personnel aristocratique, à une création artistique consciente et une poésie responsable, s'alignant sur les littératures néerlandaise et flamande.
À ce moment de résurrection de l'Afrikaner, l'idéal de la primauté de l'Afrique du Sud se s'approche de sa réalisation. D'abord, ce sont les poètes de la génération qui se manifeste entre les années 1920 et 1930 qui occupent le devant de la scène littéraire. Eugène Marais, Christiaan Frederik Louis Leipoldt, Jacob Daniel du Toit (qui se choisit comme pseudonyme son nom latinisé, Totius), Cornelis Jacobus Langenhoven, Jan Reinder Leonard van Bruggen (dont le nom de plume est Kleinjan), Andries Gerhardus Visser, François Petrus (Toon) van den Heever et les frères George Carey et Samuel Bonnin Hobson représentent l'ancienne génération, devenue progressivement obsolète, bien que ses principaux ouvrages captent encore le lectorat entre 1925 et 1930. Beaucoup de travaux de jeunes écrivains, parus entre 1926 et 1933 (pas moins de quatorze recueils de poésie), sont considérés comme des curiosités poétiques ; Christiaan Maurits van den Heever et Izak David du Plessis, à eux seuls, dépasseraient, dans une certaine mesure, les symptômes d'une époque de transition.

#### Des années 1920 aux années 1930

##### C.M. van den Heever
Pendant la quatrième décennie, Christiaan Maurits van den Heever (1902-1937), né dans le camp de concentration de Norvalspont, occupe une position très importante. Après avoir fait ses études à Bloemfontein, il s'engage dans le journalisme et écrit des critiques pour le Volksblad (Le Journal du peuple) ; puis, il étudie à Utrecht, aux Pays-Bas, où il obtient le doctorat après avoir présenté sa thèse Die Digter Totius (Le Poète Totius, de 1931) et avant de devenir professeur de néerlandais et d'afrikaans à Johannesburg. Il publie Stemmingsure (Humeurs, de 1926), sa première œuvre, encore immature, Die Nuwe Boord (Le Nouveau Verger, de 1928) et Deining (Remous, de 1932), qui se caractérisent par une tendance à l'intériorisation et une plus grande maîtrise formelle. Aardse vlam (La Flamme terrestre, de 1938) contient de la poésie mature du désir ardent et de la sagesse, et se meut entre deux pôles, dont le premier est l'enchantement d'être une infime partie d'un tout éternel dans la beauté enivrante et la connaissance intuitive de Dieu, qui est en opposition avec le second, c'est-à-dire la tristesse éprouvée lorsque l'on se rend compte qu'une existence terrestre pure reste hors de portée dans le contexte du mouvement sans but d'un univers dans lequel on se perd. Comme prosateur, il nous impressionne davantage par ses contes, nouvelles et romans. Il écrit, entre autres, Op die plaas (À la ferme, de 1927). Avec Simson (Simson, de 1932), il produit sa première nouvelle réellement artistique. Plus épique et plus habile encore que dans Groei (L'Expansion, de 1933), l'ardeur solaire est dépeinte dans le roman Somer (Été, de 1935), qui rappelle Oogst (La Récolte) de l'auteur flamand Stijn Streuvels.

##### I.D. du Plessis et autres poètes

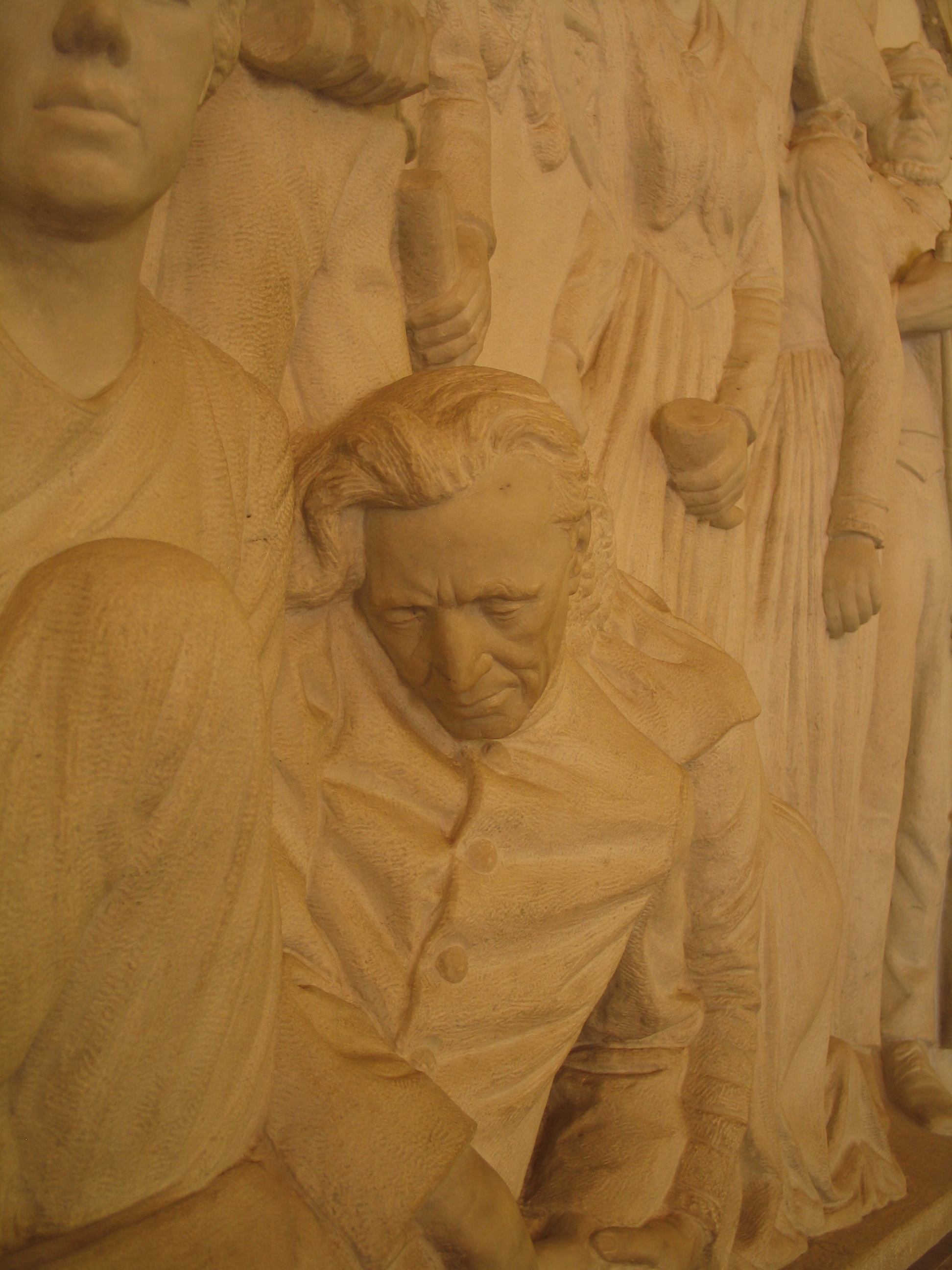
En 1945, Eitemal (1901-1984) pose comme modèle pour le voortrekker blessé de la frise de marbre du monument aux Voortrekkers.

Izak David du Plessis (1900-1981), lui aussi, est un poète important, dont la carrière littéraire commence avec la publication des poèmes orientaux de la nature du recueil Lied van Ali en ander gedigte (La Chanson d'Ali et autres poèmes, de 1931). Il prend l'air moqueur dans In die Sabie: een hekeldig (Au Sabie : une satire, de 1932) ; une confession existentielle passionnée se fait entendre dans Stryd (Combat, de 1935). Un recueil comme Ballades (Ballades, de 1937) est nouveau du point de vue formaliste, plus doux, comme le portrait qu'il trace de la communauté des Malais dans Die vlammende fez (Le fez flamboyant, de 1944) ; il rappelle l'esprit des Néerlandais Pieter Cornelis Boutens et Jacob Israël de Haan, et représente, parmi les poètes de cette génération, une personnalité poétique mûre. Solomon Ignatius Mocke (1912-1990) s'interroge sur la vie et la mort dans ses Gedigte (Poèmes, de 1932) et Vlugtige aandrif (Élan fugace, de 1936) ; si Eitemal (nom de plume de Wilhelm Jacobus du Plooy Erlank, 1901-1984) est le cynique, Theodorus Johannes Haarhoff (1892-1971) est le poète cérébral, et le travail posthume d'Ernst Allister Schlengemann (1904-1930), le recueil Gedigte (Poèmes, de 1934), est plein d'esprit, d'une façon estudiantine, à quoi s'ajoute un lyrisme naturel mûr.

#### Les poètes des années 1930

##### W.E.G. Louw – G. Gossaert
Le mouvement littéraire des poètes des années 1930 se concrétise par la publication du Ryke dwaas (Le Riche insensé, de 1934) de William Ewart Gladstone Louw (1913-1980). Dans cet ouvrage, Louw nous fournit la synthèse du développement remarquable d'un jeune qui éprouve la sensualité et l'érotisme dans le monde, et qui doit choisir entre l'élan vital sensitif et la réflexion spirituelle, ce qui le fait sombrer dans la mélancolie de la vie humaine. En cela, l'auteur est proche de Geerten Gossaert (nom de plume de Frederik Carel Gerretson, 1884-1958). Dans Terugtog (Retraite, de 1940), il atteint la stabilité et l'harmonie. 
Parfois, il se souvient de Herman Gorter (les vers impressionnistes, érotiques), de Jan Hendrik Leopold (la mélancolie murmurante) ou d'Henriette Roland Holst (la confession de la solitude). Dans Adam en ander gedigte (Adam et autres poèmes), la confession directe se passe à l'arrière-plan : il s'agit, en son et en image, d'un beau morceau épique, à l'instar de Gorter, mais avec une orientation philosophique plus consciente et où l'on sublime la tension ancienne entre le divin et le terrestre. Sa thèse Die invloed van Gorter op Leopold (L'Influence de Gorter sur Leopold, de 1942) n'est sans doute pas étrangère à ce virage. Il acquit une grande renommée comme auteur de sonnets.

##### N.P. van Wyk Louw
On considère Nicolaas Petrus van Wyk Louw (1906-1970) comme le plus grand poète lyrique sud-africain. L’Alleenspraak (Soliloque, de 1935) a des traits communs avec l'ouvrage Die ryke dwaas, de son frère. Ce qu'il recherche dans Die halwe kring (Le Demi-Cercle, de 1937), c'est la vie, l'essence de la beauté, entre le silence et la mort, en évitant tout superflu. Il vit dans la tension entre une sécurité paisible et une agitation causée par l'instinct de vie, accompagnée d'accès de terreur. Ce poète-prophète porte en lui la conviction que Dieu l'a imprégné de pitié pour les égarés et qu'il lui a imposé la tâche divine mais amère de se débarrasser de ce qui est pourri dans la société et d'élever au-dessus de la foule aveugle ce qui est précieux et noble. De cette foi témoignent le recueil Gedagtes, liedere en gebede van 'n soldaat (Pensées, chansons et prières d'un soldat, de 1935-1937), le poème épique Raka (Raka, de 1940) et le recueil Gestaltes en diere (Des silhouettes et des animaux, de 1942),. En outre, il écrit des vers philosophiques et d'auto-confession, qui appartiennent probablement à la période de la guerre, car ils expriment son effroi face à ce qui est mal et imparfait en l'homme. 
Dias (Dias, de 1952), une pièce radiophonique de circonstance, est à mi-chemin entre Die dieper reg: 'n spel van die oordeel oor 'n volk (Le Grand Droit : un jeu de l'arrêt prononcé contre un peuple, de 1938) et Die hond van God (Le Chien de Dieu, de 1941), deux de ses œuvres dramatiques, par lesquelles il souligne vigoureusement sa puissance dramatique. Un recueil lyrique plus récent porte le titre neutre Nuwe verse (Nouveaux vers, de 1954) et est de nouveau d'orientation métaphysique, mais axé cette fois-ci sur l'histoire de l'homme.

##### Hettie Smit – Elisabeth Eybers
Hettie Smit (nom de plume de madame S.J. van Vuuren, 1908-1973), elle aussi, est l'une de ces figures professant sa foi. Son roman Sy kom met die Sekelmaan (Elle vient avec le croissant de lune, de 1932) est le complément le plus parfait en prose de la poésie de N. P. van Wyk Louw.

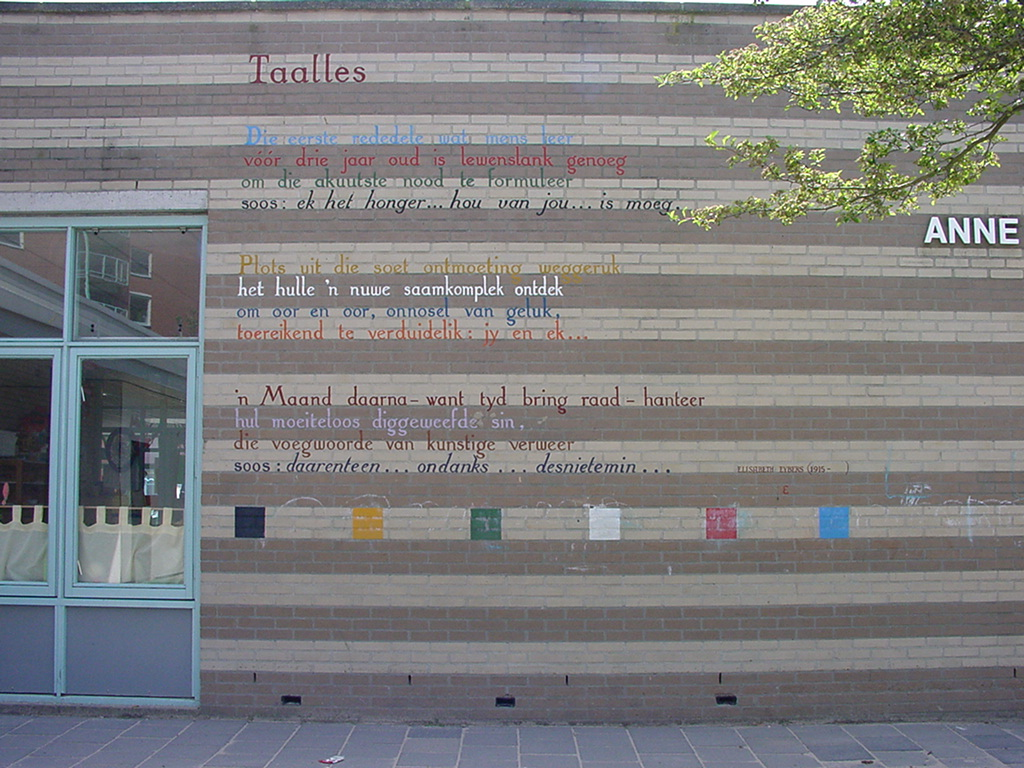
Taalles (Cours de langue), un poème d'Elisabeth Eybers (1915-2007), apposé à un mur à Leyde.

Cependant, la principale poétesse sud-africaine est Elisabeth Eybers (1915-2007), qui nous permet d'entendre le cœur d'une femme lorsqu'elle est encore un enfant en pleine croissance jusqu'à ce qu'elle atteigne la pleine maturité. Elle suit gravement les forces qui agissent en elle et tisse autour d'elle une atmosphère de silence crépusculaire, elle s'interroge et, comme dans un songe, la silhouette de la vie se dresse devant elle. Parfois, sa voix qui professe atteint une lucidité révélatrice. Elle est la première de la génération des poètes des années 1930 à écrire des sonnets d'une réelle importance. Plutôt ordinaires sont les vers du recueil Belydenis in die skemering (Aveu au crépuscule, de 1936), véridiques et simples ceux du recueil Die stil avontuur (L'Aventure tranquille, de 1939). Le recueil Die vrou en ander verse (La Femme et autres poèmes, de 1945) se distingue des autres par leur thème, celui de la maternité, de la compréhension intuitive de la vie et de la mort, lorsqu'on se réalise profondément que la mère peut disposer de ces deux extrêmes, auxquels elle est toutefois aussi assujettie. Die ander dors (L'Autre soif, de 1946) contient des poèmes beaucoup plus vifs et mordants, qui montrent des images d'une humanité défigurée, où la relation homme-femme figure au premier plan.

##### Uys Krige
Le poète Mattheus Uys Krige (1910-1987) est le bohème par excellence de la littérature afrikaans, errant à travers les pays de langue romane. Contrairement à la plupart des autres littérateurs de la génération des années 1930, Krige soutient le gouvernement Smuts au moment du déclenchement de la Seconde Guerre mondiale, en 1939, et il voit de mauvais présages dans la politique conservatrice et isolationniste de Malan et dans le flirt de certains Afrikaners avec le national-socialisme. Son recueil Kentering (Un tournant, de 1935), où il manie tous les genres comme un virtuose, se caractérise par une joie de vivre ludique. Du recueil Rooidag (L'Aurore, de 1940) se dégage un ton de nostalgie romantique, alors que la maîtrise de soi dans la morne désolation est suggérée dans Oorlogsgedigte (Poèmes de la guerre, de 1942). Ses images sont objectives, sa versification est moderne. De ce dernier recueil, il publie une édition considérablement améliorée et augmentée, intitulée Die einde van die pad en ander oorlogsverse (La Fin du chemin et autres poèmes de guerre, de 1947). Par ailleurs, Il publie des œuvres dramatiques à caractère comique, burlesque ou tragique. En outre, il est prosateur et traducteur de littérature étrangère.

#### Caractérisation régionale et idylles dans les œuvres narratives et dramatiques

##### Petit réalisme et réalisme fantastique
Après Jochem van Bruggen, Mikro continue le réalisme humoristique. On peut établir une longue liste des œuvres, pour la plupart des croquis, des contes et des nouvelles, que l'on peut qualifier de « petit réalisme » ou que l'on peut étiqueter comme du « réalisme fantastique », à l'instar des recueils tardifs de Mikro. De loin le meilleur du vaste groupe ressortissant à cette catégorie d'écrivains est Boerneef (nom de plume d'Izak Wilhelmus van der Merwe, 1897-1967) qui nous laisse des contes mélancoliques, tels que Boplaas (Boplaas, de 1938) ou Van my kinderdae (De mon enfance, de 1939). De beaucoup plus de profondeur témoigne le contenu de l'ouvrage Stad en land (Ville et Campagne, de 1941) et du Sketsboek (Livre de croquis, de 1948), ayant pour thème le contraste entre d'un côté la saine vie campagnarde et de l'autre le vide et l'âpreté du brouhaha bariolé de la ville.

##### Mikro
Mikro (nom de plume de Christoffel Hermanus Kühn, 1903-1968) s'inscrit dans le courant réaliste du type des romans Ampie, dont la plupart sont consacrés à la représentation de la vie des gens de couleur et des tribus d'indigènes. Toiings (Toiings, de 1934) et sa suite Pelgrims (Pèlerins, de 1935) sont des livres à succès, constituant une trilogie avec le dernier roman du cycle : Vreemdelinge (Étrangers, de 1944). Des contes tels que Huisies teen die heuwel (Maisonnettes contre la colline, de 1942) abordent la même question. Cet auteur est un observateur attentif, un portraitiste idéaliste de personnages extraordinaires, à la recherche d'un peu de bonheur. Avec un humour compatissant, il traite des menus conflits de la vie. Il raconte ses histoires par épisodes, sans s'empêtrer dans le tragique. 
Huisies teen die heuwel et Die donker stroom (Le Sombre Courant, de 1946) vont plus loin que la trilogie, mais se rapprochent trop du récit tendancieux ou politique ; Stille uur (L'Heure tranquille, de 1942) est de nouveau un ouvrage d'une plus grande pureté. Dans Huurlinge (Mercenaire, de 1940), le thème principal est la vie des Blancs dans un petit village ; Basjan Bastiaanse (Basjan Bastiaanse, de 1944) évoque Dawid Booysen de Johannes van Melle, un roman qui a pour cadre la vie paysanne et qui présente au lecteur un beau protagoniste ; cependant, Mikro est plus moralisateur, plus prêchant. Après la publication d'un roman religieux peu important, Vier mense (Quatre hommes, de 1944), suivent une série d'images de la vie d'Afrikaners urbains appauvris dans Klaradynstraat (Rue Klaradyn, de 1947) ainsi qu'une série de nouvelles du terroir, y compris Nog geen herberg (Pas encore d'auberge, de 1949), Die wa-as (L'Essieu de la voiture, de 1952) et Lente (Printemps, de 1952). Mikro excelle autant dans l'art de la narration que dans le genre fantastique et porte à la scène des hommes de chair et de sang.

##### Autour de Mikro
L'influence de Mikro se fait particulièrement sentir dans les œuvres de Johannes Jacobus Kruger (1891- ?), de Kootjie Abraham Jacobus van den Heever (1906-1965), d'Abel Jacobus Coetzee (1906-1975) et d'Izak David du Plessis (1900-1981). Les frères George Carey (1890-1945) et Samuel Bonnin (1888-1965) Hobson eux aussi, racontent des aventures survenues au pays des Bochimans du Kalahari. Le travail de Pieter Johannes Schoeman (1904-1988) est plus directement lié au genre des histoires de chasse et d'animaux, en accordant beaucoup d'attention à la faune et la flore, et tout en traitant les problèmes causés par la collision entre, d'une part, la culture bantoue ancienne et le mode de vie bantou et, d'autre part, les formes blanches de civilisation. D'autres écrivains méritent également d'être cités ici : Machiel Johannes Harris (1914- ?),, Frank Harold Brownlee (1875-1952) et Gottfried Heinrich Franz (1896-1956),.

#### Virage du réalisme: le drame et la littérature à problèmes

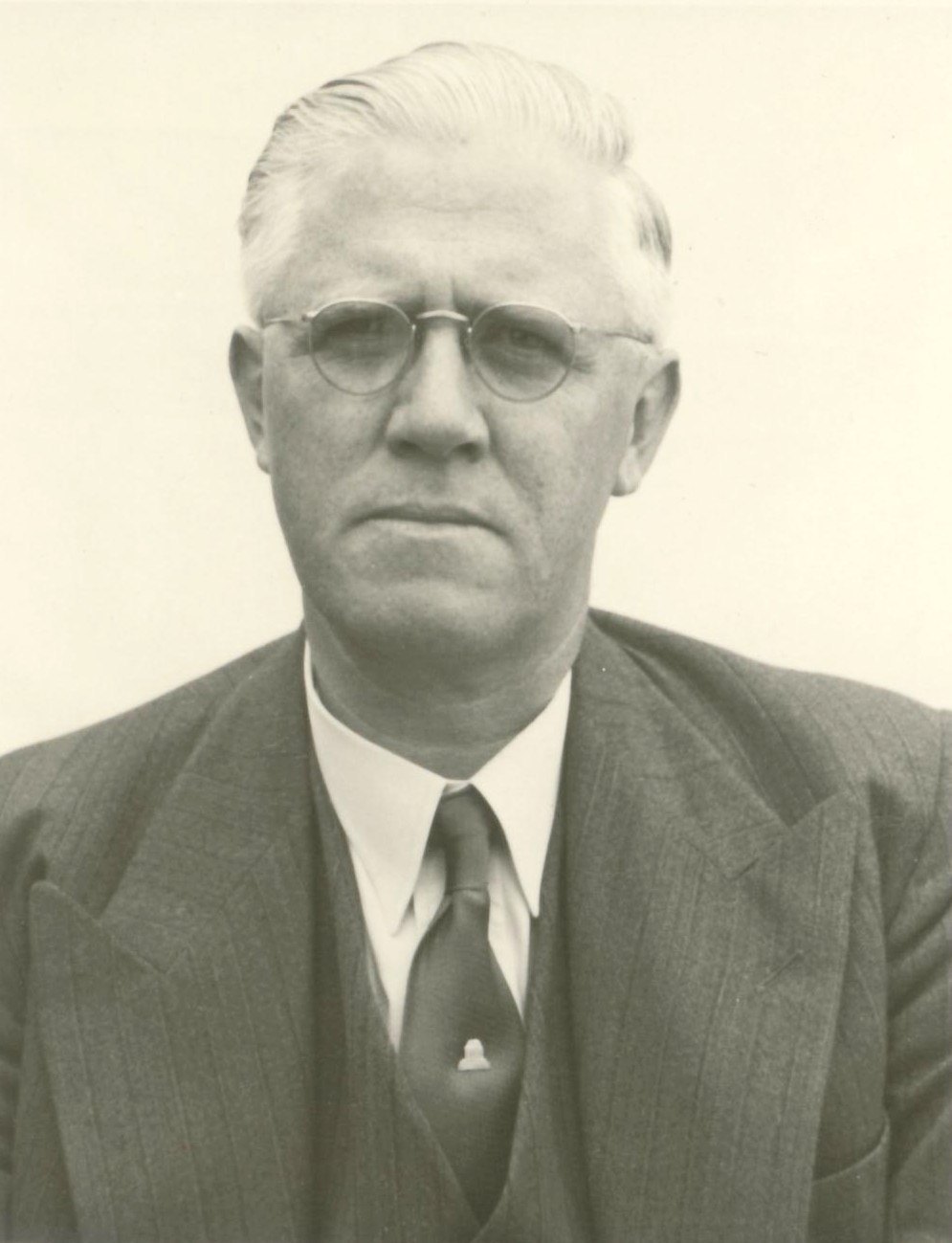
Pierre de Villiers Pienaar (1904-1978).

Pierre de Villiers Pienaar (1904-1978) approfondit le réalisme avec Skakels van die ketting (Maillons de la chaîne, de 1929), où il dépeint une tragique lutte psychologique entre la chair et l'esprit, ainsi qu'avec Ruth (Ruth, de 1934), Magte (Pouvoirs, de 1936) et Die oorlogskind (L'Enfant de la guerre, de 1940), qui constituent trois recueils où des forces dominent l'homme et l'univers.
Jan (Johannes) van Melle (1887-1953) est l'auteur de l'un des meilleurs romans paysans, qui en est aussi l'un des plus humains : Dawid Booysen (David Booysen, de 1933), écrit dans un style objectif, où, s'abstenant de toute peinture pittoresque, il se limite à la description des simples faits. Il s'agit ici du roman afrikaans le moins romantique, ce qui explique pourquoi il a eu un effet particulièrement drastique, brusque mais bénéfique sur une littérature afrikaans trop marquée par de belles paroles. Bart Nel, de Opstandeling (Bart Nel, le révolutionnaire, de 1936), ouvrage également paru sous le titre En ek is nog hy (Et je suis toujours moi-même, de 1942), est une tranche de vie représentée de façon véridique et réaliste, le roman le plus émouvant de la littérature afrikaans. Encore plus remarquables sont ses recueils de nouvelles, par exemple Oom Freek le Grange se derde vrou en ander verhale (La Troisième Épouse de l'oncle Fred Le Grange et autres histoires, de 1935), Mense gaan verby (Les gens passent, de 1940). Entre autres dans Die plaasverdeling (Le Partage de la ferme, de 1932) et, surtout, Maskers (Masques, de 1948), Abraham Hendrik Jonker (1905-1966) met l'accent sur une problématique sociale qui se trouve exacerbée par des circonstances familiales tragiques et fatales.
Pour compléter la liste, mentionnons encore Willem Petrus Van der Berg (1916-1952), auteur du roman objectif Reisigers na nêrens (Voyageurs vers nulle part, de 1946), Sidney Vernon Petersen (1914-1987), dont on connaît l'ouvrage As die son ondergaan (Quand le soleil se couche, de 1945), et François Alwyn Venter (1916-1997), qui nous laisse, entre autres, un recueil de nouvelles Gebondenes (L'Enchaîné, de 1949),.
Un nom qui mérite d'être mentionné est celui de Holmer Johanssen (nom de plume de Johan Frederik Holleman, 1915-2001), natif de Java, mais habitant en Afrique du Sud depuis 1935, où il vient renforcer les attentes des écrivains de la « nuwe saaklikheid » avec son Gety (Gety, de 1938), la confession d'un jeune homme à la recherche du bonheur et de l'amour ; par l'écriture aussi bien que par l'esprit, cet ouvrage s'inscrit dans le courant de la Nouvelle Objectivité,.

### LesVeertigers: les poètes de la génération des années 1940
Avant et après 1940, peu de débutants se hasardent à publier des œuvres littéraires. Bien qu'Ernst van Heerden (1916-1997) ait trouvé son inspiration dans l'œuvre de Hendrik Marsman et des frères William Ewart Gladstone et Nicolaas Petrus van Wyk Louw, toute originalité, toute maturité, est absente de son premier recueil, Weerlose uur (L'Heure vulnérable, de 1942). Encore faible, mais déjà moins dépendante des modèles, est la Verklarde nag (Nuit expliquée, de 1946). Die sewe vrese (Les Sept Craintes, de 1951) montre un monde désincarné, comme un théâtre d'ombres, toujours hanté par la peur, l'impulsion existentielle la plus forte. Die bevrijding (La Libération, de 1952) représente le cours d'une vie humaine, à partir de l'âge adulte d'un homme jusqu'à sa fin, aboutissant à l'humilité, sans moyen de régénération. Reisiger (Voyageur, de 1953) exprime la façon dont l'homme est étranglé dans la toile du temps pour se retrouver dans celle de la mort. Cet ouvrage contient ses meilleurs morceaux de poésie.
Vonke (Étincelles, de 1943), le premier ouvrage de Sarel Jacob Pretorius (1917-1995), est aussi peu convaincant que celui de l'écrivain précédent et se caractérise par une manifestation d'empathie sociale et de nostalgie de la région d'origine, qui transparaît davantage dans Die arbeider en ander gedigte (L'Ouvrier et autres poèmes, de 1945). De tendance moins sociale est Inkeer (Regret, de 1948), où domine la perception de l'aliénation de l'individu. La renonciation à toute opposition à la volonté d'un Dieu omniscient est l'idée directrice du recueil Die swyende God (Le Dieu muet, de 1949). Ce Dieu, il ne le connaît pas ; la mort est le pivot autour duquel tout tourne. Dans cette atmosphère de désespoir, seul l'amour de sa femme et de son enfant est en mesure d'apporter la guérison. Dans Grou mure (Murs sombres, de 1953), il reprend le thème de la relation entre la ville et la campagne.
On trouve la thématique sociale également chez Sydney Vernon Petersen (1914-1987), entre autres dans Die enkeling (L'Individu, de 1944) ; elle est aussi traitée, mais de façon encore plus navrante, par l'écrivaine d'origine juive Olga Kirsch (1924-1997), par exemple dans Die soeklig (La Phare, de 1944), avec des vers sur le thème de la guerre, qui sont parfois angoissants lorsqu'ils expriment la crainte, la passion et la rébellion.
Le personnage le plus marquant est sans aucun doute Diederik (Dirk) Johannes Opperman (1914-1985), enseignant avant de devenir journaliste et professeur à l'université du Cap. S'Il commence tard à publier ses poèmes, il pose toutefois les jalons de la nouvelle poésie afrikaans, séparant ainsi pour de bon sa génération de la précédente. Dans Heilige beeste (Vaches sacrées, de 1945), il prend son départ là où Van Wyk Louw est arrivé dans Gestaltes en diere (Formes et animaux). Le subconscient humain est représenté intuitivement et concrètement. Selon Opperman, toute la vie se résume dans ces trois passions : le terrestre, la femme et l'esprit ancestral (« die Groot-Groot-Gees »). Il cherche la réconciliation entre Dieu et la terre. Le recueil Negester oor Ninevé (Neuf étoiles au-dessus de Ninive, de 1947) témoigne de son amour de la vie imparfaite. Par conséquent, il parle constamment de l'enfant, qui le lie à l'avenir et le réconcilie avec la vie, car par l'enfant se manifeste Dieu ; l'enfant est le plus beau symbole de Dieu.
Le Journaal van Jorik (Journal de Jorik, de 1949) est un poème épique en cinq parties, écrites en quatrains. Plus que l'histoire de Jorik, cet ouvrage donne au lecteur plus de vingt siècles de l'histoire du monde et trois siècles de genèse de la nation afrikaner. La lutte finale entre l'Est et l'Ouest, et le rêve afrikaner d'une république constituent une vision apocalyptique. Il n'est pas nécessairement approprié de qualifier de « beau » un poème qui doit être considéré comme « kaléidoscopique », un concept qui implique la beauté et, de surcroît, la fascination exercée par une inépuisable diversité. Son œuvre Engel uit die klip (Ange de la pierre, de 1950) nous permet de connaître une fois pour toutes le poète-prophète, celui qui doit rendre compte à Dieu et qui est appelé à servir le peuple devant lequel il est responsable. Periandros van Korinthe (Périandre de Corinthe, de 1954) est la première grande tragédie afrikaans, un ouvrage ambitieux, dont la scène finale est impressionnante. Avec Francois Jacobus Le Roux, il édite, sous le titre Stiebeuel (Étrier), une série d'anthologies, qui contiennent uniquement des poèmes de poètes n'ayant jamais publié auparavant d'œuvres littéraires.

## La littérature afrikaans après la Seconde Guerre mondiale

### L'après-guerre

#### Contexte historique
Après l'arrivée au pouvoir, en 1948, du Parti national, dirigé par Daniel François Malan, l'Afrique du Sud connaît une période de croissance économique sans précédent grâce à l'afflux de capitaux étrangers, à l'expansion de l'industrie et au développement des moyens de transport.

#### La prose
À partir des années 1940 paraissent davantage de publications, y compris des romans d'amour, orientées vers le marché populaire. Après la Seconde Guerre mondiale, notamment après la suppression du contingentement du papier, lorsque sont créés plusieurs périodiques populaires, la demande de récits divertissants conduit à l'application de procédés de bas étage, et on fait appel au sensationnel et à l'osé pour augmenter la vente des livres. Outre les continuateurs du genre réaliste du terroir ou d'autres genres proches de la production des prosateurs d'une génération antérieure, la tendance romantique connaît plusieurs écrivains dépassant quelque peu la littérature populaire.
Parmi les auteurs de cette période, on peut citer A.P. Niehaus (nom de plume d'Anna Servasina Neethling-Pohl 1906-1992), qui publie, entre autres, Die susters Du Pont (Les Sœurs Dupont, de 1946), un roman de tendance romantique. Sous le pseudonyme d'Anna Heymans, elle écrit, avec Willem Abraham de Klerk, le roman épistolaire Van Willem en San (Willem et San, de 1947).
Le seul roman réellement novateur de l'époque est Keerweer (Cul-de-sac, de 1946) de Christoffel Johannes Michael Nienaber (1918-1988). Dans ce roman psychologique se trouvent évoqués les états d'âme d'un malade mental, avec sa suspicion, sa paranoïa, ses angoisses, ses libres associations et ses visions.
Bien que le roman de Nienaber soit annonciateur de la prose des Sestigers, ce sont plutôt les œuvres de Willem Petrus van der Berg (1916-1952) qui se trouvent au centre de l'attention à l'époque. Si Reisigers na nêrens (Voyageurs vers nulle part, de 1946) est l'ouvrage sur lequel repose sa renommée, son meilleur livre, relativement classique, est toutefois 'n Profeet in die Boland (Un prophète au Boland, de 1948), dont la nouvelle la plus impressionnante, homonyme du recueil, traite d'un vieux paysan digne et indépendant, interné pendant la Seconde Guerre mondiale.

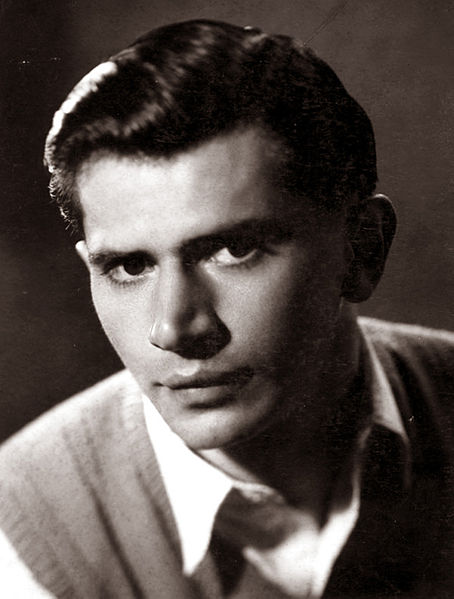
Johannes Meintjes (1923-1980), l'un des premiers à aborder le thème de l'homosexualité dans la littérature afrikaans, photographié en 1945.

Beaucoup plus faibles que ceux de Van der Berg se présentent les écrits de Johannes Meintjes (1923-1980), qui, en plus de son travail d'écrivain de fiction, peint des tableaux, produit plusieurs ouvrages sur la sculpture et la peinture, et publie des études historiques et biographiques en afrikaans et en anglais. Son recueil Kamerade (Les Camarades, de 1947) réunit des essais, des nouvelles et des croquis dans lesquels figurent la vie de bohème et, pour la première fois dans la littérature afrikaans depuis les quelques vers et contes de I.D. du Plessis sur le même sujet, le monde homosexuel.
Contrairement à Meintjes, qui nous montre un univers ésotérique et narcissique, Hendrik Stephanus Hertzog van Blerk (1915-2010), mineur et journaliste de Johannesburg, confronte ses lecteurs à la dure réalité, notamment celle des extracteurs de diamant dans Dit blom tussen bantoms (Ça pousse entre des poules naines, de 1949).
Outre trois recueils de nouvelles didactiques et assez artificielles, Dirk Gysbert Richard (né en 1918) écrit deux romans, entre autres Voor die nag kom (Avant que n'arrive la nuit, de 1953), où il aborde des questions d'actualité ; mais l'auteur se montre sous son meilleur jour dans les quatre pièces en un acte du Laatste skakel (Le Dernier Lien, de 1955), où il dépeint de façon nuancée, par des dialogues animés, la lutte entre l'ancienne génération des Afrikaners et la nouvelle, qui ne se rencontrent plus.

#### La poésie
À partir de 1945, les écrivains faisant leurs premiers pas en poésie et dont beaucoup ne publient qu'un seul recueil, deviennent plus nombreux : Elizabeth Catharina Maria du Toit (1925-1964), Emma Louw (1915- ?), Susann Kotzé (?-?), Bess Spruijt-Lambrechts (nom de plume d'Elizabeth du Toit Spruijt-Lambrechts, 1915-?), Jacobus Johannes Oosthuizen (1916-?), Pieter Marincowitz (?-?), etc. Sekel en simbaal (Faucille et Cymbale, de 1948), un ouvrage qui a certains thèmes en commun avec l'œuvre d'Opperman, bien qu'il soit plus réaliste et situé dans le contexte plus limité du temporaire, est une révélation et la première publication de Gottfried Andreas Watermeyer (1917-1972). Sa grande Ballade van die bloeddorstige jagter (Ballade du chasseur sanguinaire) est un acte d'accusation contre l'homme qui tue par pure soif de carnage et à qui les animaux mutilés demandent des comptes pour le juger ensuite ; le lion se venge sur lui. C'est un poète de couleur, du moins selon les lois raciales de l'époque, Peter John (Piet) Philander (1921-2006), qui prend la parole dans Uurglas (Sablier, de 1955). Les recueils publiés après celui-ci sont perçus comme nettement moins intéressants. Un sentiment de douleur causé par la solitude se dégage du recueil Mure (Murs, de 1949-1986), de Bartholomeus (Bartho) Jacobus Smit (1924-1986).
Marthina (Ina) Cornelia Rousseau (1926-2005) apporte une autre pierre à l'édifice des lettres afrikaans : son recueil Die verlate tuin (Le Jardin abandonné, de 1954), dont le leitmotiv est l'homme solitaire, délaissé et déchiré qui se voit confronté à la vérité du christianisme biblique. Les ressources de l'Éden mythique, qui est hors de la portée de l'homme, restent inexploitées par ce dernier ; pour lui, il n'y a que « les travaux forcés, la soif et les blessures », qui impliquent des désirs insatiables et inextinguibles. L'homme, qui occupe le premier plan, est « la seule créature qui a changé, qui porte en soi le cancer et le germe de toute dépravation, qui a déconstruit toutes les relations parfaites : celles entre Dieu et la création, entre Dieu et l'homme, entre l'homme et l'homme, entre l'homme et la femme, entre l'homme et la nature ».
Déjà à l'université, Barend Jacobus Toerien (1921-2009) publie des poésies. Plus tard, il publie ses œuvres dans différents périodiques, tels que la revue littéraire Tydskrif vir Letterkunde ou le magazine Die Huisgenoot (Le Compagnon de la maison). Dans Gedigte (Poèmes, de 1960), il rassemble de nombreux poèmes soit inédits soit publiés auparavant, pendant près de deux décennies. Sa poésie trouve ses origines aussi bien dans la tradition spirituelle de Langenhoven que dans les épigrammes et satires de Visser ; elle se compose de l'observation de la nature de Leipoldt, de la nostalgie romantique de Krige, du démasquement de Blum et de l'usage d'une sorte de vers parlés hésitants. Il pratique le genre du vers politico-satirique avec un certain succès. Sa poésie impressionne davantage par une fine observation de la nature dans des vers avec comme thèmes une jeunesse perdue ou la représentation de l'homme dans sa solitude. 
Sheila Cussons (1922-2004) élargit la thématique de la poésie afrikaans avec des vers qui ont souvent pour base dissimulée ou directe la maladie et la douleur, qui montrent l'image récurrente du feu purificateur et par lesquels elle participe à une expérience mystique qui l'unit parfaitement à l'Être suprême, au moyen du renoncement, de la transcendance ou de la transfiguration. Ses premiers travaux paraissent, aussi tôt que 1937, dans Die Taalgenoot ; puis, elle publie de temps en temps dans différents périodiques. En tant que poète, elle s'attire les louanges des critiques avec sept vers publiés dans Stiebeuel (L'Étrier) en 1946. Même si elle termine un ouvrage autobiographique à Londres en 1947 et qu'elle écrit beaucoup de poésie entre 1945 et 1955, ce n'est qu'en 1970 qu'elle publie Plektrum (Plectre), son premier recueil.
Hendrik van der Merwe Scholtz (1924-2005), successivement professeur aux universités d'Amsterdam, de Pretoria, du Cap et de Stellenbosch, exerce une influence énorme sur ses élèves. Il fonde l'école dite d'Amsterdam avec le Néerlandais Wytze Gerbens Hellinga, avec qui il est un des pionniers dans le domaine de la linguistique et de la science de la littérature afrikaans. Ensemble, ils ont appris les littérateurs qu'ils ont formés à lire attentivement,. Son premier recueil de poésie est intitulé Vlugtige spore (Traces éphémères, de 1947). Après ce premier ouvrage, Scholtz apporte une contribution considérable à la critique littéraire afrikaans, entre autres avec sa thèse présentée à l'université d'Amsterdam, mais il ne publiera qu'en 1976 un deuxième recueil de poésie, Grimas (Grimace).

#### Croquis, essais et autres formes de prose courte
Dans les années 1940 et 1950, on compte, outre les praticiens d'un genre de littérature de terroir, un grand nombre d'écrivaines qui pratiquent une sorte d'art littéraire « miniature » (des croquis, des essais, des nouvelles ou des récits), qui sont actifs dans le domaine du journalisme, qui montrent une certaine affinité avec le travail de M.E.R. ou qui, dans certains cas, contribuent significativement à la littérature enfantine afrikaans. L'anthologie Die dammetjie en ander sketse en essays (L'Étang et autres croquis et essais, de 1960), à laquelle contribuent plusieurs de ces autrices, témoigne de leur parenté mais aussi de la diversité quant au matériel et à la technique.
Trois ans après avoir fait ses premiers pas en dramaturgie avec Die bron (La Source, de 1938), Marguerite Isabel Murray (1899-1983) publie, en 1941, son premier recueil d'œuvres en prose, Die gerf (La Gerbe). En contraste avec le style élégant de nombreux romanciers des années 1920 et 1930, ces récits sont beaucoup plus sobres et l'écrivaine atteint quelque chose d'exceptionnel à travers le délicat portrait d'un caractère (dans Karolien, ou Caroline) ou la représentation d'un destin qui mène quelques personnages à la même destination (dans Kwartet, ou Quartet).
Christovira Frederika (Freda) Linde (1915-2013), journaliste, rédactrice et pigiste au Cap, publie Terug na die mimosas (Retour aux mimosas, de 1944, édition augmentée en 1958) et Vreemdeling in my stad (Un étranger dans ma ville, de 1962), des essais réflexifs et subjectifs. En alliant subtilement, d'une part, le réalisme à l'imagination et, d'autre part, la fable à la fantaisie, elle enrichit considérablement la littérature enfantine afrikaans. Pour cette contribution exceptionnelle, elle reçoit, entre autres, le prix C.P.-Hoogenhout.
Les romans de Hymne Weiss (1910-2001) souffrent d'une tendance édifiante ; de surcroît, la narration manque de dynamisme. Outre ses nouvelles, réunies dans des recueils comme Verwaaide bloeisels (Floraisons envolées, de 1946) ou Boumeesters (Des architectes, 1953), qui séduisent parfois par leurs effets satiriques et situations humoristiques, elle écrit des essais,.
Suzanna (Sannie) Hermina Uys (1886-1976), mère d'Uys Krige, est l'autrice des nouvelles Vroue (Femmes, de 1948) et Papawers en pikkewyne (Coquelicots et Pingouins, de 1953), son chef-d'œuvre. Par la description de personnages et de situations, par l'observation délicate ainsi que par la narration entraînante, elle se rapproche de M.E.R., même si elle n'est pas autant passionnée par l'histoire culturelle qu'elle.
Stories van Rivierplaas (Contes de Rivierplaas, de 1955) est le premier recueil de nouvelles de la journaliste Albertha (Alba) Magdalena Bouwer (1920-2010). Par ces ouvrages semi-autobiographiques, la représentation de la psyché de l'enfant constitue un moment fort de la littérature afrikaans, alors qu'elle sait capturer la vie paysanne mieux que la plupart des romanciers des années 1930. Ses livres pour la jeunesse lui font remporter les prix Scheepers et C.P.-Hoogenhout.
Audrey Bettie Blignault (1916-2008), rédactrice du périodique Die Huisvrou (La Femme au foyer), publie des essais, réunis dans des recueils tels que In klein maat (En petite quantité, de 1955), qui traitent des occupations journalières d'une femme, des événements qui se produisent au sein de sa famille ainsi que des souvenirs de la région d'Overberg et des années de jeunesse passées dans sa ville natale, Bredasdorp. Ses essais se distinguent par cette remarquable capacité dont elle fait preuve de structurer ses textes.
En 1941, Elizabeth (Elise) Muller (1919-1985) publie son premier roman psychologique : Ek, 'n Samaritaanse vrou (Moi, une femme samaritaine), l'histoire d'une jeune étudiante au Cap. Les romans de Muller n'échappent guère à une certaine approche didactique tendancieuse et éthico-religieuse, jusqu'à ce qu'elle écrive Die derde rit (Le Troisième Voyage), publié, du 21 septembre au 21 décembre 1949, sous forme de feuilleton dans le magazine féminin Sarie Marais ; de cette histoire d'une querelle de famille et d'un père obstiné qui se repent se dégage une force de persuasion psychologique beaucoup plus élevée. Au cours des années 1950, après avoir publié des ouvrages peu prometteurs, Muller devient toutefois une écrivaine de taille avec, entre autres, un splendide recueil de nouvelles, un genre où elle suit les traces de Johannes van Melle, C. M. van den Heever et M.E.R. ; son recueil Die vrou op die skuit (La Femme sur le bateau, de 1956), pour lequel on lui décerne le prix Hertzog et qui contient des nouvelles parues dans Die Huisgenoot et Sarie Marais entre 1947 et 1955, clôt dignement la tradition de cet « art mineur » en prose afrikaans,.

#### Le drame
À cette époque, le genre du drame historique, exception faite des travaux des principaux auteurs et des écrivains de mérite, se pratique surtout en 1949, à l'occasion des fêtes de commémoration du Grand Trek, pour laquelle des auteurs tels que Hermann Johan Ludolph Douwes, Sophie Coetzee et Marthinus Cornelius Elinarius van Schoor (1920-2009) produisent des jeux, alors que la tradition du drame biblique se perpétue à travers, entre autres, des pièces didactiques d'Adriaan Johann Victor Burger (1900-1981), des jeux de Noël et de la Passion de Karen (nom de plume de Catharina Maria Marais), un drame sur le roi Saül (1949) d'Antonius (nom de plume de Michael Albertus Smit) et un autre sur Samson et Dalila (1950) de Pedro. Hendrik Roelof van der Walt et Herman du Plessis Steytler écrivent des comédies et des drames sur des thèmes empruntés à la vie bourgeoise, tandis que Paul de Roubaix recueille plusieurs de ses pièces en un acte et qu'Andries Johannes Bester de Klerk et Hélène Pienaar-de Klerk publient conjointement Die ring en ander eenbedrywe (L'Anneau et autres pièces en un acte, de 1944) et produisent, avec Die ongebore dag (Le Jour à naître, de 1953), une pièce historique narrative. Plus tard, Hélène de Klerk écrit le drame à tendance politique Marionet aan die muur (Marionnette au mur, de 1963), alors que paraissent plusieurs romans d'Andries de Klerk. Parmi les écrivains faisant leurs premiers pas durant cette époque, Willem Abraham de Klerk (1917-1996) et Gerhard Johannes Beukes (1913-1998) seraient les seuls dramaturges à ajouter des pièces dignes d'intérêt à la tradition réaliste-naturaliste ou au genre du drame biblique. Comme écrivain, De Klerk travaille dans divers domaines, et sa vaste œuvre se compose de pièces en un acte, de drames de plus grande envergure, de romans psychologiques et sociologiques, de nouvelles, d'écrits journalistiques, d'essais d'ordre philosophique ou politique et de littérature enfantine.
Comme dramaturge réaliste, De Klerk marche sur les traces de J.F.W. Grosskopf en se rapprochant d'Ibsen et d'O'Neill, et en mettant plusieurs fois l'accent sur l'esprit borné et la finitude de l'homme (ou de la société). Les trois drames que publie De Klerk en 1947 surpassent sa première pièce, publiée en 1942. Dans Die jaar van die vuur-os (L'Année du buffle de feu, de 1952), une pièce en quatre actes, écrite pour le Festival Van Riebeeck, la problématique de l'individu égocentrique est étendue à celle de la nation : l'Afrikaner est forcé de se rendre compte que, face à une question raciale complexe, il doit abandonner son isolement ; de surcroît, il doit respecter ses compatriotes noirs et de couleur et apprendre à les connaître pour aboutir ainsi à un nouveau salut pour chacun.
Dans les années 1940 et au début des années 1950, le dramaturge Beukes jouit d'une grande popularité, entre autres avec des comédies, des farces et des pièces historiques, sur lesquelles la critique se prononce d'une façon sévère, et des jeux bibliques, tels que ceux rassemblés dans les recueils Laat die kerse brand! (Que les bougies brûlent !, de 1945) ou Kerse teen die wind (Bougies au vent, de 1950). Dans les jeux bibliques plus ambitieux, Beukes s'inscrit dans la tradition de D.F. Malherbe.

### L'époque desSestigers

#### Contexte historique
Ce qu'obtiennent la langue et la littérature afrikaans de plus comme reconnaissance de la part du gouvernement à partir de 1955 (entre autres la décision de déclarer Die Stem van Suid-Afrika seul hymne national en 1957) n'est que la conséquence logique et l'achèvement d'un processus entamé beaucoup plus tôt par le deuxième mouvement afrikaans.
En 1960, lors d'un référendum, les électeurs se prononcent en faveur d'une forme républicaine de gouvernement. Lorsque le Premier ministre Verwoerd, au cours de la prochaine conférence du Commonwealth à Londres, se voit confronté à une forte opposition des gouvernements des pays membres afro-asiatiques en raison de la politique raciale qu'il mène, il retire la demande de rester dans le Commonwealth britannique, formulée après l'établissement d'un nouvel ordre constitutionnel en Afrique du Sud. En 1961 est créée la république d'Afrique du Sud. Dans les premières années, on essaie de construire l'unité nationale sous la forme d'un front uni de sud-africains d'origine européenne, avec les anglophones, contre les attaques croissantes de l'extérieur, sur la base d'une loyauté sans partage à la patrie.
En 1968, lorsque l'on se souvient du souhait exprimé par feu Verwoerd de voir les écrivains sud-africains chanter les exploits de leur propre génération, mais non selon les préceptes modernes, on propose au Sénat d'instituer un prix qui porterait son nom. Cette proposition se heurte toutefois à la forte opposition des auteurs. Il se trouve que cette réaction est symptomatique de la polarisation, dans les années 1960 et 1970, entre, d'une part, les auteurs et, de l'autre, le gouvernement, l'Église et ce que l'on peut désigner comme l'établissement littéraire. Cela signifie que le renouveau littéraire des années 1960 ne se limite pas aux belles lettres, mais que son influence s'affirme dans l'ensemble de l'ordre social en Afrique du Sud : on s'attaque à bon nombre de tabous et de préjugés de la société, et on modifie les conventions politiques, religieuses, morales et littéraires des Afrikaners.

#### LesSestigers

##### Contexte littéraire et débuts du mouvement
Bien que la variété, la diversité et les différences de style, de structure et de nature de l'expérience, de l'« expérimentation », du début des années 1960 dominent les esprits des Sestigers (les « soixantards » ou les « soixantistes »), on peut difficilement parler d'un groupe littéraire qui suit une tendance artistique spécifique, à la façon des Tachtigers néerlandais dans la phase initiale de leur mouvement ou des Vijftigers, les poètes expérimentaux des années 1950.
À quelques exceptions près, les auteurs connus sous le nom de Sestigers publient leurs premiers ouvrages vers le milieu des années 1950, ce qui n'empêche pas que certains se rapprochent des traditions plus anciennes dans leurs œuvres de jeunesse. Dans le second lustre des années 1950 paraissent de nombreux ouvrages de poètes fortement influencés par les Dertigers. Parmi les auteurs de tels ouvrages, une poignée de poètes méritent que l'on s'intéresse à eux. Ronald (Ronnie) Kenneth Belcher (1933-2006) publie, entre autres, le recueil Mens en skepping (L'Homme et la Création, de 1956), sur le thème de la mission divine du poète. Abraham Jacobus Johannes Visser (né en 1925) propose à ses lecteurs une variété infinie de joies et de douleurs humaines, abordées sous des angles surprenants. Certains commentateurs jugent que Veelhoek (Polygone, de 1962), l'opus posthume de Barnard Gilliland (nom de plume de Christopher John Gilliland (1938-1962), fait de ce dernier le héraut de la poésie des Sestigers. Louis Cornelius Eksteen (1930-2001), lui aussi, dépasse la médiocrité.

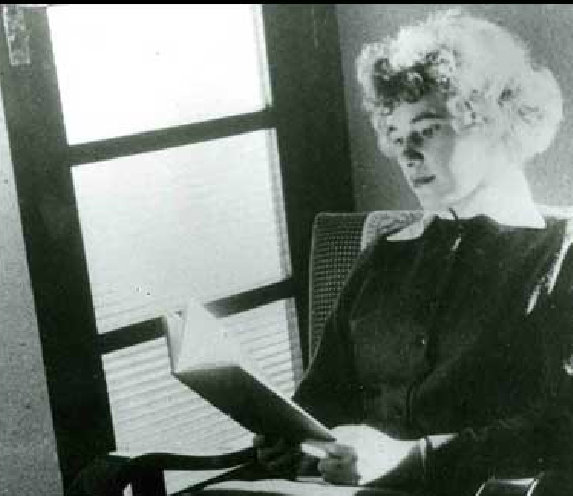
Ingrid Jonker (1933-1965), photographiée en 1956.

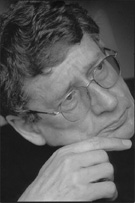
André Brink (né en 1935-2015), photographié en 1999.

La littérature afrikaans, face à ce genre de poésie imitatrice, trouve une nouvelle voie avec Peter Emil Julius Blum (1925-1990, né de parents juifs allemands), dont l'imagerie étonnante, démasquant la société dans les recueils Steenbok tot Poolsee (Du Capricorne à l'océan Arctique, de 1955) et Enklaves van die lig (Enclaves de la lumière, de 1958), se distingue nettement de l'œuvre d'un Opperman. Pendant ces années sortirent également des presses les premiers recueils d'Ingrid Jonker (1933-1965) et de George Louw (né en 1939). Dans les années 1950 paraissent aussi les premiers travaux d'Adam Small (né en 1936), qui écrit toutefois la majeure partie de sa poésie de protestation dans les années 1960. Face à l'image réaliste, régionaliste et enjouée qui est prédominante dans la prose afrikaans jusqu'au milieu des années 1950, la nouvelle génération d'écrivains veut s'éloigner, selon André Philippus Brink (1935-2015), de la superficialité et de l'étroitesse en explorant d'autres univers, en marge de la société sud-africaine ou au-delà de l'Afrique du Sud, ce qui implique que l'on aborde de nouveaux thèmes, entre autres dans le domaine de la sexualité, et que l'on applique de nouveaux procédés littéraires. 
Ce changement, dont Keerweer (Cul-de-sac, de 1946) de Christoffel Johannes Michael Nienaber (1918-1988) est le lointain précurseur, est introduit, dans la prose d'Etienne Leroux, par Die eerste lewe van Colet (La Première Vie de Colet, de 1955) et Een-en-twintig (Vingt-et-un, de 1956) de Jan Rabie (1920-2001), alors que l'année 1962 voit la percée définitive du mouvement avec la parution des romans Lobola vir die lewe (Une dot pour la vie) et Sewe dae by die Silbersteins (Sept Jours chez les Silberstein) d'Etienne Leroux, précédés par Die son struikel (Le Soleil bascule, de 1960) de Dolf van Niekerk. 
La réflexion théorique sur l'art commence avec des essais tels que Henri Michaux en die mens in opstand (Henri Michaux et l'homme en révolte, de 1957) de Bartho Smit (1924-1986). Leur engagement conduit les poètes et prosateurs à chercher la polémique, à provoquer des discussions sur le degré de moralité de leurs œuvres et à défier la censure. Ils publient dans des revues professionnelles telles que Tydskrif vir Letterkunde (La Revue littéraire), Standpunte (Points de vue) ou Sestiger (Le Soixantard ou Le Soixantiste), dont le premier numéro paraît en 1963 et dont les rédacteurs sont Christian (Chris) Johan Barnard (né en 1939), André P. Brink, Abraham Hermanus de Vries (né en 1937), Etienne Leroux (1922-1989), Koos Meij, Jan Sebastian Rabie, Adam Small et Rudofl (Dolf) Johannes van Niekerk (né en 1929). En outre, ils font souvent paraître leurs exposés, et cela beaucoup plus que l'on ne le faisait avant les années 1960, sous forme d'articles ou de communiqués de presse, de lettres ou de billets, d'entretiens personnels avec des journalistes et de discours de circonstance.
Nicolaus Petrus Van Wyk est, avec Antonissen, l'un des premiers hommes de lettres éminents à attirer l'attention sur le travail des jeunes écrivains. L'approbation d'une personne respectée comme N. P. van Wyk Louw signifie beaucoup pour les Sestigers. En raison de l'intérêt qu'il montre pour ce courant, entre autres dans des entretiens individuels, dont témoignent des écrits publiés dans la revue Sestiger et la préface à l'anthologie Windroos (Rose des vents, de 1964), il passe pour le principal apologiste des Sestigers pendant la première étape du renouveau littéraire produit par leur génération. Si la plupart des critiques littéraires ont accueilli ce nouveau courant avec hésitation et souvent de façon négative, après la parution du recueil d'essais Vernuwing in die prosa (Renouveau en prose, de 1961) de Van Wyk Louw, ils écrivent avec bien plus d'enthousiasme ou émettent plus prudemment des réserves.

##### Vers 1968 et dans les années 1970

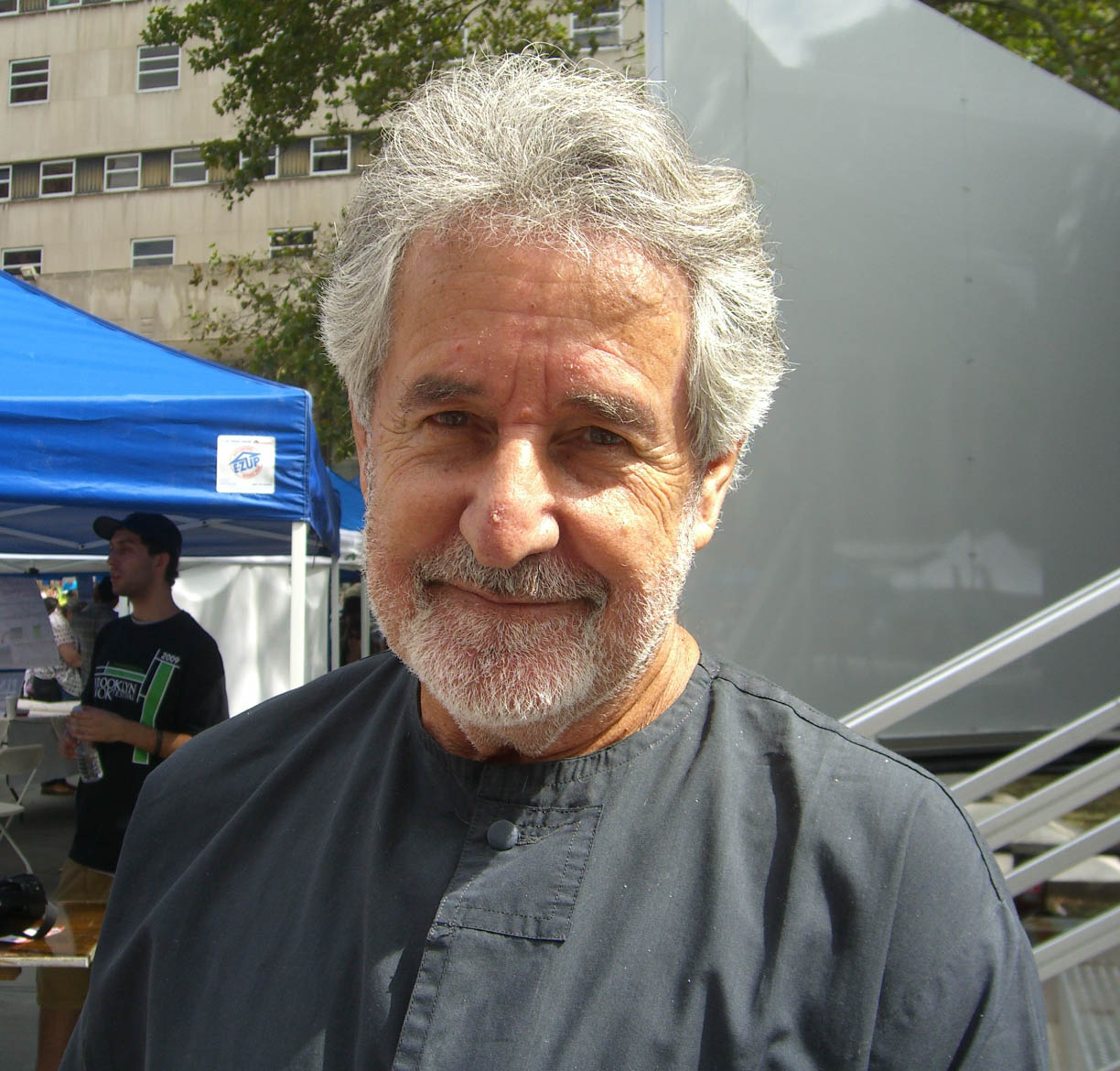
Breyten Breytenbach (né en 1939) au Festival du livre de Brooklyn en 2009.

Dans les années 1960 et 1970, les Sestigers enrichissent la littérature afrikaans d'œuvres significatives. L'activité polémique atteint un premier sommet en 1964 dans le débat autour du décernement du prix Hertzog à Leroux pour son roman Sewe dae by die Silbersteins (Sept Jours chez les Silberstein), alors que l'Académie sud-africaine des sciences et des arts est accusée, en 1968 et de nouveau en 1974, de ne pas avoir attribué ce prix à Breyten Breytenbach (né en 1939) en raison de considérations politiques. En 1973, l'année où l'université du Cap organise un important congrès auquel participent les principaux Sestigers ainsi que des écrivains de la jeune génération, Johannes (John) Daniel Miles (né en 1938), Chris Barnard et Ampie Coetzee (né en 1939) reprennent la direction de la branche johannesbourgeoise du Skrywerskring, le cercle d'écrivains afrikaans, et, lorsque le roman Kennis van die aand (Au plus noir de la nuit) de Brink est interdit au début de 1974, les écrivains réagissent par la création d'un fonds pour la défense du livre.
L'Afrikaanse Skrywersgilde (La Guilde des écrivains afrikaans), créée dans le but de protéger les intérêts des créateurs, sans distinction de race ou de couleur, après que plusieurs jeunes écrivains ont fait sécession du Skrywerskring, fait parler d'elle, entre autres, par des requêtes réitérées adressées au ministre de la Justice (en) pour que l'on permette à Breytenbach de poursuivre sans entraves son travail dans le domaine de la littérature et de la peinture pendant ses années de détention. Dans le prolongement des activités de la guilde des écrivains, Ernst Lindenberg, Ampie Coetzee et Johannes (John) Daniel Miles fondent la maison d'édition indépendante Taurus (Taureau) en 1975.

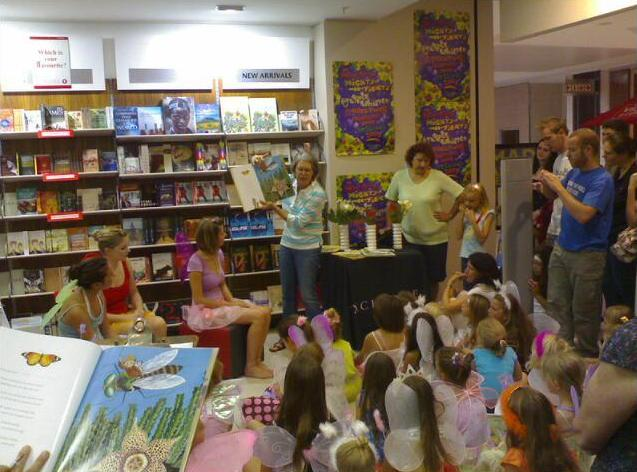
Antjie Krog (née en 1952), photographiée lors d'une conférence à Bloemfontein.

Breyten Breytenbach (1939-), incontestablement le plus remarquable talent émergé des années 1960, évolue pour devenir, à travers des recueils tels que Die huis van die dowe (Feu froid, de 1967), Lotus (Lotus, de 1970) et Voetskrift (Écriture du pied, de 1976), l'un des plus éminents poètes afrikaans. De sa maîtrise magistrale de la langue afrikaans témoignent, entre autres, son originalité et sa puissance d'imagination stupéfiante, tandis que sa poésie d'amour, ses poèmes sur son agonie et sa compassion pour lui-même et pour autrui, sa poésie politique et contestataire qui traite de l’apartheid, ses vers sur la nostalgie d'une patrie abandonnée impliquent un engagement existentiel sans que l'auteur tombe dans un nombrilisme ennuyeux. D'autres motifs et techniques des années 1960 figurent dans sa production littéraire, mais d'une façon plus raffinée : notamment le motif de l'amour, que l'on rencontre aussi dans les œuvres de Fanie Olivier (né en 1949) ou d'Antjie Krog (née en 1952) ; celui de la découverte du continent africain ; celui de l'« engagement » pour l'Afrique du Sud chez, entre autres, Wilma Stockenström (née en 1933), Wopko Jensma (1939-disparu en 1993) et Jacob Cornelius Steyn (né en 1938) ; celui du jeu avec les mots et la langue, que l'on peut retracer dans l'œuvre de Peter Blum et de N. P. van Wyk Louw (dans son recueil Tristia, ou Tristesse, de 1962) et qui est poursuivi par Leon Strydom (né en 1944), Merwe Scholtz et J.C. Steyn.

##### L'innovation dans le théâtre
Comme la prose et la poésie des Afrikaners, le drame afrikaans reçoit un élan novateur vers 1955, l'année où paraît Moeder Hanna (La Mère Hannah) de Bartho Smit dans la revue Standpunte (Points de vue). Beaucoup plus qu'auparavant, le drame afrikaans de cette époque affiche l'influence bénéfique de la littérature contemporaine d'autres pays : ainsi, on discerne la morale moderne chez Smit, l'absurde d'Ionesco et de Beckett chez André Brink et Chris Barnard, le théâtre existentialiste de Sartre chez Brink, le théâtre épique de Brecht chez Adam Small ou l'esprit de la pièce Marat-Sade de Weiss chez Pieter George du Plessis (né en 1934), alors que Henriette Grové, Brink, Dolf van Niekerk, Smit et Small font largement usage de procédés tels que le flashback et le flashforward, comme Brink, Smit et Small le font du récit abordé sous l'angle du narrateur et Van Niekerk, de la juxtaposition de monologues.

#### Les contemporains desSestigers

##### La prose
En dehors des Sestigers, beaucoup d'écrivains des années 1960 et 1970 apportent leur pierre à l'édifice de la littérature afrikaans ; si certains écrivent le plus souvent dans le nouvel idiome ou profitent des innovations techniques littéraires, sans qu'ils aient pour autant un lien direct avec ce mouvement, d'autres réalisent – sans innovation technique, mais avec un certain raffinement stylistique – un approfondissement de thèmes anciens.
Trois écrivaines de mérite publient leurs premiers ouvrages à la même époque que la plupart des « soixantards ». Les contes et nouvelles d'Henriette Grové (née en 1922), entre autres réunis dans le recueil Jaarringe (Les Cernes, de 1966), écrits du point de vue d'un narrateur naïf, frappent par leur cohérence structurelle. Anna M. Louw (1913-2003) et Elsa Joubert (née en 1922) pratiquent le genre du récit de voyage. Dans le domaine du roman, elles développent des tendances différentes. Louw écrit, entre autres, deux romans historiques sur Paul Kruger. Joubert traite, dans Ons wag op die Kaptein (Nous attendons le capitaine, de 1963), de l'homme en attente d'une mort inéluctable dans un contexte angolais de terrorisme et d'atrocités, alors que, dans Die swerfjare van Poppie Nongena (Les Années d'errance de Poppie Nongena, de 1978), elle dépeint de façon saisissante l'histoire des femmes noires engagées dans une lutte désespérée contre des lois inhumaines.
On voit paraître, dans les années 1960 et 1970, des récits régionaux et d'autres œuvres appartenant à des genres modestes d'écrivains comme Petronella van Heerden (1887-1975), Alette (Alet) Adriana Viljoen (1911-1985), Abraham Adam Josef van Niekerk (né en 1931), Andries Charl Cilliers (1933-2013), Daniel Michiel Greeff (né en 1937), Hendrik (Hennie) Christoffel Aucamp (1934-2014), Pieter Willem Grobbelaar (1930-2013) ou Christoffel Johannes Michael Nienaber. Un autre cas est celui de Huiberta (Berta) Johanna Maria Smit (née en 1926), qui, dans trois romans, dont Die vrouw en die bees (La Femme et la Bête, de 1964), nous montre le combat du chrétien dans le monde, le plus souvent dans un cadre villageois, tout en appliquant des caractéristiques des innovations introduites par les « soixantards », comme le changement de perspective, l'enchevêtrement des différentes couches du récit et l'ordre anachronique des événements. 
À la même époque, Izak Jacobus (Kobus) van Zyl (né en 1931), auteur de contes pour enfants comme Die voëls kies 'n koning (Les oiseaux choisissent un roi, de 1968), publie son premier roman Want ons is van gister (Car nous sommes d'hier, de 1966), l'histoire d'un jeune étudiant qui, après avoir été impliqué dans des activités communistes à l'université, finit par être pendu.
Parmi les romanciers émergeant entre 1964 et 1970, ce ne sont que John Miles, dont le premier recueil de nouvelles (Liefs nie op straat nie, ou De préférence pas dans la rue) sort des presses en 1970, et Karel Schoeman (né en 1939) qui apportent une contribution notable à la littérature. Ce dernier est l'une des figures les plus importantes dans le domaine du roman « postsoixantard » qui, avec ses protagonistes passifs et indécis, apporte, dans ses meilleures œuvres, une nuance particulière au personnage de l'étranger - du profane, du tiers - dans la prose afrikaans, entre autres dans Op 'n eiland (La Terre promise, de 1971), alors qu'il élabore une vision déconcertante de l'avenir d'une Afrique du Sud postrévolutionnaire dans Na die geliefde land (Retour au pays bien-aimé, de 1972). Avec ce roman, Karel Schoeman ouvre la série des œuvres littéraires des années 1970 où les écrivains modernes sud-africains expriment leur engagement par rapport au continent africain et à la situation politique en Afrique du Sud ainsi que la peur d'un échec éventuel, voire certain.  
Les thèmes de l'Afrique, de l'actualité politique, de la damnation, du déclin et de la violence dominent également les ouvrages de Pieter Jacobus Haasbroek (né en 1943), Welma Odendaal (née en 1951), J.C. Steyn et Wilma Stockenström, alors qu'un nombre croissant de Sestigers prennent l'Afrique pour thème de leurs œuvres ultérieures.

##### La poésie
Après les recueils d'Ingrid Jonker et de George Louw et les poèmes satiriques de protestation d'Adam Small, la poésie afrikaans, subissant l'influence des Vijftigers néerlandais et de la poésie française d'Éluard et des surréalistes, évolue dans le sens du vers libre. Au début, cette tendance se reflète dans l'œuvre de Wilhelm Friedrich Knobel (1935-1974), qui publie ses poèmes, déjà dans la seconde moitié des années 1950, à Stellenbosch dans des revues estudiantines. Dans les années 1960 suivent David Petrus Matthijs Botes (1937-2013, le premier poète à remporter le prix Ingrid-Jonker, institué en 1965), George Weideman (1947-2008), Henk Rall (né en 1938), Stephan Bouwer (1948-1999) et Antjie Krog, alors que Petrus (Pirow) Jacobus Bekker (né en 1935) et Matthys Michielse Walters (né en 1930) pratiquent un genre de poésie entre le vers libre et le vers traditionnel.
Après la disparition, aussi soudaine que son apparition, de Peter Blum, la scène poétique est dominée par Breyten Breytenbach, qui, un an après Knobel, publie dans des périodiques estudiantins du Cap, mais dont le premier livre paraît déjà en 1964. Cet ouvrage constitue l'apport le plus convaincant à la poésie afrikaans depuis Blum. L'influence de Breytenbach s'exerce bientôt sur un grand nombre d'épigones et de disciples. Le genre de poésie obéissant à des règles formelles bien établies, à l'exemple d'Opperman, ne se prolonge que lorsqu'en 1970, Wilma Stockenström fait son apparition sur la scène poétique et lorsqu'on continue d'explorer d'une façon digne d'intérêt l'univers africain, la nature du sol de l'Afrique et ses possibilités uniques quant à l'emploi de métaphores.
Après l'apparition de Breytenbach en 1964, un nombre considérable et croissant de poètes font leurs premiers pas sur la scène poétique, de sorte que l'on serait porté à croire, compte tenu de la qualité parfois douteuse de leurs recueils, qu'il y ait une tendance à la surproduction, à l'acceptation dépourvue de tout sens critique pour publication d'œuvres médiocres et à l'inflation poétique (comme dans les poèmes de Casper Gottlieb Schmidt (1947-1994), même s'il existe aussi, parmi cette génération d'écrivains, des poètes prometteurs qui proposent parfois quelque chose de plus surprenant et de plus nouveau. Deux poètes qui revêtent une certaine importance, ne serait-ce qu'en raison de l'étendue de leur production et parfois aussi grâce à la qualité de leurs vers, sont Wessel Johannes Pretorius (né en 1949) et Marlise Joubert (née en 1945).

### Après lesSestigers

#### Avant l'abolition de l'apartheid
Parmi les écrivains de la nouvelle génération qui suit celle des Sestigers, surtout Etienne van Heerden (né en 1954) occupe le devant de la scène. Son œuvre, inspirée par le sort de la culture afrikaner, peut être lue comme une déclaration de solidarité par rapport à cette culture et d'amour éprouvé pour celle-ci, accompagnée toutefois d'une aussi lourde condamnation, car l'auteur est peu incliné à gommer les aspects négatifs du passé afrikaner. Son récit My Kubaan (Mon Cubain), qui donne son titre à un recueil de 1983, puise sa matière dans la guerre de la frontière de l'Afrique du Sud ; les effets traumatiques de la violence sont symbolisés par l'image d'un soldat qui emmène un prisonnier cubain qu'il considère comme le sien, attaché à une chaîne de chien, jusque dans la salle de bains. Une famille qui habite une ferme et qui, depuis des générations, est divisée en deux branches, dont l'une est blanche, l'autre coloured, est le sujet du chef-d'œuvre de Van Heerden, Toorberg (Le Domaine de Toorberg, de 1986). Die stoetmeester (Le Maître-éleveur, de 1993), dont l'histoire se déroule à l'époque troublée et violente entre l'abolition de l'apartheid et le premier scrutin post-apartheid, est le premier roman de Van Heerden où des sud-africains « anglais » (c'est-à-dire des « setlaars » ou colons) et des Noirs occupent une place de choix.
Aussi dans le drame afrikaans, des voix critiques s'élèvent, comme celle de Deon Opperman (né en 1962) dans sa pièce Môre is 'n lang dag (Demain, la journée sera longue, de 1984).

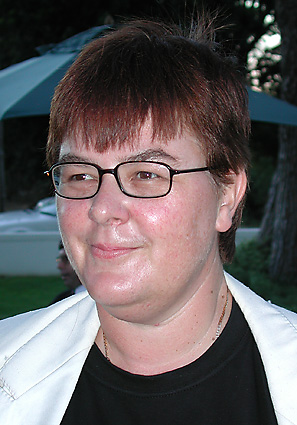
Joan Hambidge (née en 1956).

L'idée que les traumatismes du passé ont conduit aux excès du présent, un thème qui apparaît aussi dans l'œuvre de Brink, est le sujet des romans Die Verlore vader (Le Père perdu, de 1985) de Jacob (Jaap) Cornelius Steyn (né en 1938), Die Reuk van appels (L'Odeur des pommes, de 1993) de Mark Behr (né en 1963) et Slegs Blankes/Whites Only (Blancs seulement / Whites Only, de 1994) de Pierre Francois de Vos (né en 1963). Même dans ces ouvrages, le passé des Afrikaners sert d'argument à la génération plus ancienne d'écrivains pour maintenir le statu quo par tous les moyens.
La profondeur de l'amour de l'afrikaans ressenti par les Afrikaners, qui trouve ses origines dans la résistance à la politique d'assimilation des Britanniques, fait l'objet de beaucoup d'introspection et de vénération nationalistes. Les titres et le contenu de deux des livres les plus remarquables écrits sur la relation entre les Afrikaners et leur langue sont illustratifs de la nature profondément émotionnelle de ce lien : Die taal is gans die volk (La langue est le peuple tout entier, de 1992) de Paul Hendrik Zietsman (né en 1931) et Tuiste in eie taal (Chez soi, dans sa langue, de 1980) de Jacob Cornelius Steyn. Un personnage de roman de Hendrik (Hennie) Christoffel Lourens Aucamp (1934-2014) résume assez bien la force du sentiment que de nombreux Afrikaners nourrissent quant à l'afrikaans lorsqu'il énonce que son existence, son identité, son cœur et tout ce qu'il est se trouvent contenus dans l'afrikaans et que vivre dans une autre langue implique pour lui une vie inférieure.
La période précédant immédiatement la transition du système politique est marquée par une vague de nouveaux écrits, émanant de poètes tels qu'Antjie Krog ou Joan Hambidge (née en 1956). Dalene Matthee (1938-2005) écrit de l'intérieur de sa communauté, mais à partir d'un point plus proche de la marge blanche, comme illustré par son roman Fiela se kind (Le Fils de Tiela, vers 1985), traitant d'un enfant blanc trouvé qui grandit parmi des gens de couleur au XIXe siècle.

#### Après l'abolition de l'apartheid

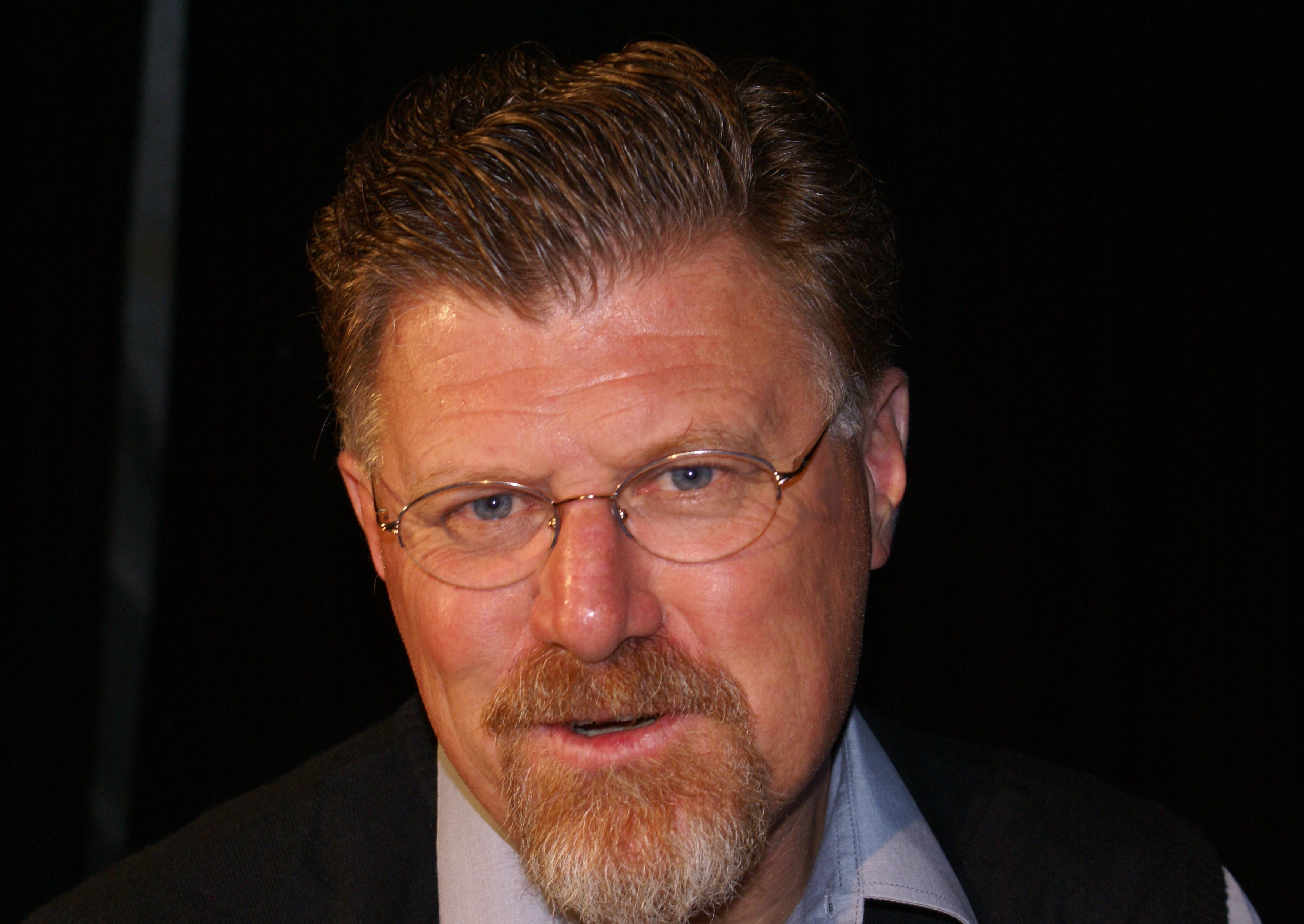
Deon Meyer (né en 1958), photographié lors d'une conférence donnée à Osnabrück en Allemagne en 2010.

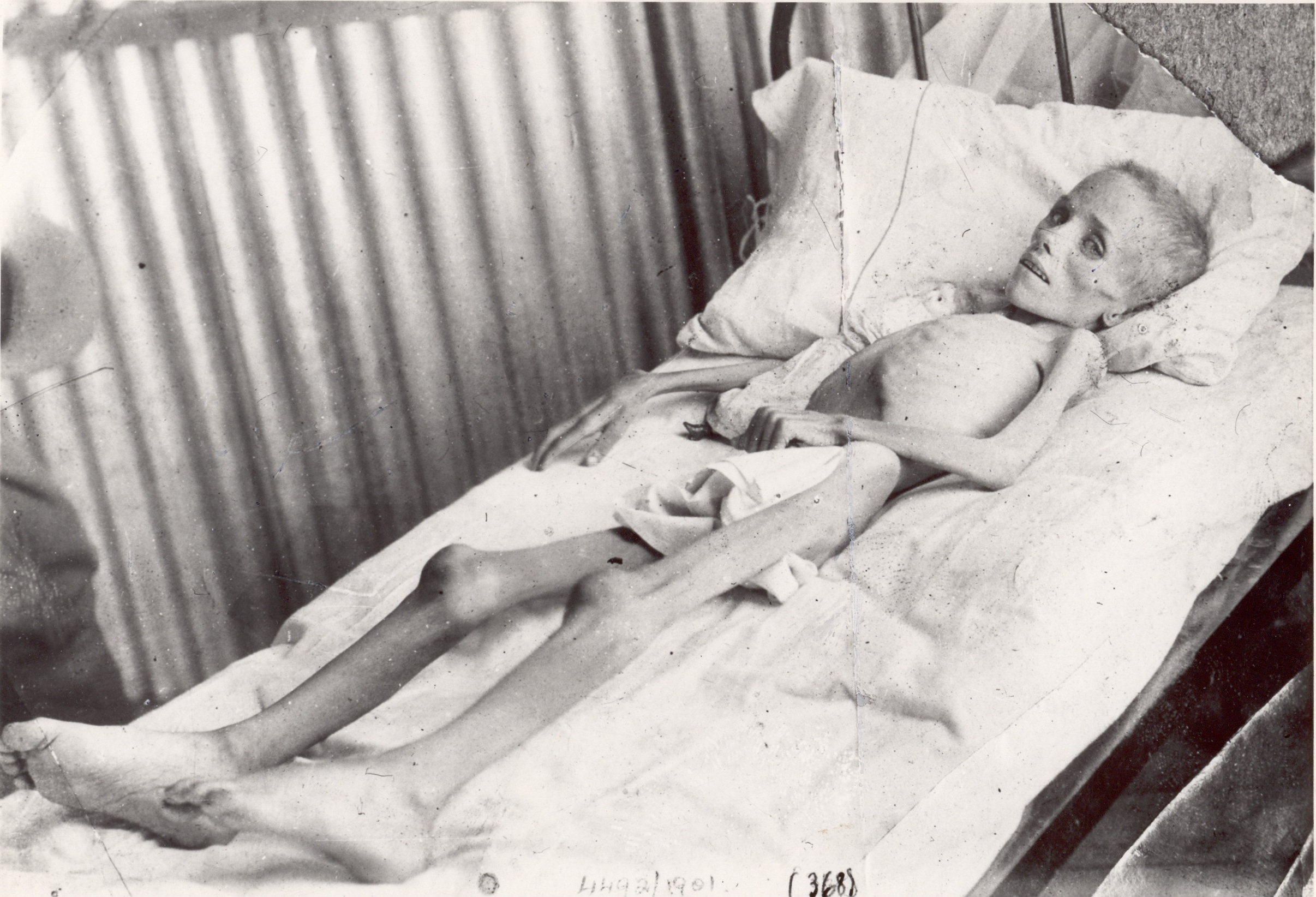
Lizzie van Zyl, enfant boer internée dans le camp de concentration de Bloemfontein. Parmi la jeune génération d'écrivains, le reniement de l'identité construite autour de la guerre des Boers sert de symbole du rejet de l'idéologie du nationalisme afrikaner.

À partir de 1994, l'afrikaans n'est plus qu'une des onze langues officielles de l'Afrique du Sud ; cependant, dans la pratique, c'est l'anglais, la langue internationale, qui bénéficie le plus d'aides d'État. Depuis lors, la position de l'afrikaans au sein de la société est affaiblie, et cela, à l'université, au bureau de poste, dans les médias audiovisuels, dans la presse, auprès des maisons d'édition, dans les conseils provinciaux des arts, au monde du cinéma, etc. Dans ces domaines, les autres langues indigènes ne marquent d'ailleurs aucun progrès.
Dans les années 1990, des écrivains comme Jeanne Goosen, John Miles, Lettie Viljoen (nom de plume d'Ingrid Winterbach, née en 1948), Marlene van Niekerk (né en 1954), Mark Behr et Etienne van Heerden s'investissent dans la création d'une conscience plus aiguë de la docilité de l'homme commun vis-à-vis de la grande politique.
Quant à la survie de l'afrikaans, grâce à des initiatives privées, de nouvelles perspectives s'ouvrent depuis 1995, dont font preuve un tas de manifestations ; le plus notable d'entre eux est la Klein Karoo Nasionale Kunstefees (le Festival national des arts du Petit Karoo), qui a lieu chaque année à Oudtshoorn. C'est à ce festival idéologiquement neutre, lancé en 1994, qu'est créée, en 1998, la première pièce de Breyten Breytenbach, Boklied (Chanson du bouc), alors qu'en 1999, à Potchefstroom, Antjie Krog monte son drame Waarom is dié wat voor toi-toi altyd so vet? (Pourquoi ceux qui dansent en tête en signe de protestation sont-ils toujours si corpulents ?). Lors de ce genre de manifestations, on représente également l'ancien et le nouveau répertoire de dramaturges établis comme Pieter Fourie (né en 1940), Adam Small, Peter Snyders (né en 1939), Reza de Wet (1952-2012), Deon Opperman et Charles J. Fourie (né en 1965).
Ce qu'ont en commun un nombre d'auteurs ayant remporté le prix M-Net, institué à l'initiative du secteur privé et doté par celui-ci de la valeur monétaire la plus élevée de tous les prix littéraires sud-africains, est que les événements décrits dans leurs ouvrages se déroulent dans un passé très récent et que, pleins d'imagination et d'empathie, ils enregistrent l'histoire à partir de leur vécu : il s'agit des romans Ons is niet almal so nie (Nous ne sommes pas tous ainsi, de 1990) de Jeanne Goosens, Kroniek uit die doofpot (Chronique de l'étouffoir, de 1991) de John Miles, Karolina Ferreira (Caroline Ferreira, de 1993) de Lettie Viljoen et Triomf (Triomphe, de 1994) de Marlene van Niekerk
Parmi la jeune génération d'écrivains, ainsi que parmi les personnages de leurs ouvrages, le reniement de l'identité afrikaner construite autour de l'extrême souffrance vécue pendant la guerre des Boers sert de principal symbole du rejet de la génération précédente et de l'idéologie du nationalisme afrikaner. En s'opposant à la pensée traditionnelle afrikaner, qu'ils désavouent, les écrivains croient avoir le droit de leur côté, ouvrant ainsi la possibilité d'une nouvelle interprétation de la guerre des Boers, comme le suggère sans doute, dans son roman Belemmering (L'Entrave, de 1990), l'autrice Lettie Viljoen.
Initialement au compte-goutte mais, depuis la fin du XXe siècle, de plus en plus, de nouveaux talents littéraires originaires de la communauté coloured viennent renforcer les rangs des littérateurs afrikaans depuis 1990. Parmi eux, celui qui remporte le plus de succès est Andrew Henry Martin Scholtz (1923-2004), dont le premier roman, Vatmaar (Un lieu appelé Vatmaar, de 1995), traite de la position des gens de couleur en Afrique du Sud.
Après le passage de l'apartheid traditionnel à l'image, promue avec enthousiasme, de la nation arc-en-ciel, une vision plus sombre de la façon dont les Sud-Africains regardent leur présent gagne du terrain dans la littérature afrikaans, et on se concentre davantage sur ce qui mérite d'être amélioré. Le titre du premier roman d'André Brink à être publié au tournant du siècle, Donkermaan (Sans Lune, de 2000), exprime bien le changement d'attitude : les écrivains mettent en doute l'optimisme des politiciens ; la perspective d'un avenir dans un pays des merveilles est abandonnée.
Au terme de cet aperçu, Il faut encore mentionner Deon Godfrey Meyer (né en 1958), qui jouit d'une renommée internationale et qui excelle dans un genre particulier, celui du roman policier, qu'il fait tourner en satire politique, entre autres dans Feniks (Jusqu'au dernier, de 1996)